# 大野郡 (大分県)
- 令制国一覧 > 西海道 > 豊後国 > 大野郡
- 日本 > 九州地方 > 大分県 > 大野郡

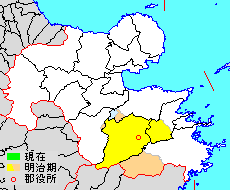
大分県大野郡の位置（薄黄・薄水色：後に他郡に編入された区域 薄水色：のちに他郡から編入された区域）

大野郡（おおのぐん）は、かつて大分県（豊後国）にあった郡。2005年（平成17年）、平成の大合併により消滅した。

## 郡域
明治11年（1878年）に行政区画として発足した当時の郡域は、下記の区域にあたる。
- 豊後大野市のほぼ全域（三重町山部を除く）
- 臼杵市の一部（野津町各町）
- 佐伯市の一部（宇目各町）
- 大分市の一部（安藤・沢田・荷尾杵・高原）
- 竹田市の一部（大字片ケ瀬・直入町大字神堤）

## 歴史

### 古代
天平12年（740年）頃までに成立したとされる『豊後国風土記』において、豊後国の8つの郡のひとつとして大野郡が挙げられている。同書の大野郡の条によれば、大野郡の名は、大部分が原野であったことから名付けられたとされる。範囲は、概ね、現在の豊後大野市全域、臼杵市の一部（旧野津町）、佐伯市の一部（旧宇目町）にあたる。
また、承平年間（931年 - 938年）に成立した『和名類聚抄』には、この郡に、田口、大野、緒方、三重の4郷があったと記されている。

### 江戸時代

#### 臼杵藩領
幕府から公認された臼杵藩の御朱印村全279か村のうち、大野郡分は143か村である。
『旧高旧領取調帳』では、本村を分割したり、枝村のいくつかを村扱にして村高を割り付けているため、数字が158か村に増えている。臼杵藩では、この御朱印村を数箇村ごとに一まとめにして「村組」という行政上の単位を設けて管理しており、臼杵城下にあたる海部郡町屋鋪村を除いた278か村は、いずれもこの村組に属していた。村組は各地域の事情によりたびたび組替えが実施されたため、組数・所属も時期によってまちまちだが、文政6年（1823年）の時点ではほぼ最終的な村組が確定していたと見られている。
| 村組           | 村名 |
| -------------- | --- |
| 黍野組         | 黍野村・池原村・木所村・桑畑村・迫村・赤迫村・菅無田村・筒井村・寺小路村・下長小野村・日当村・波津久村・平野村・福原村・牧原村・※安政村                                                                  |
| 生野原組       | 生野原村・桐木村・小切畑村・塩畑村・芝尾村・田良原村・寺田村・中山村・名塚村・花原村・持田村・若山村 |
| 田中組         | （田中組）田中村・岩瀬村・大内村・笠原木村・蔵園村・才原村・城崎村・小屋川村・竹部村・田平村・溜水村・田良木村・塚田村・八熊村・備後尾村・福青田村・（田中組）松尾村・水地村・持丸村・※熊迫村            |
| 川登（落合）組 | 落合村・野津市村・板屋村・今俵村・岩崎村・岩屋村・内平村・遠久原村・垣河内村・黒土村・西神野村・（川登組）白岩村・清水原村・竹下村・田代村・泊村・豊蔵村・中野村・野口村・蕨野村                         |
| 吉岡組         | 吉岡村・内河野村・於無礼村・川平村・篠枝村・下藤村・生野村・利野村・一木村・広原村・前河内村・※荒瀬村 |
| 山奥組         | 山奥村・（山奥組）赤嶺村・天手村・荻原村・黒坂村・（山奥組）久原村・御霊園村・寒田村・高松村・戸上村・長小野村・鍋田村・長谷村・細口村・松原村                                                           |
| 宮尾組         | 宮尾村・浅水村・宇対瀬村・深野村・又井村 |
| 菅生組         | 菅生村・芦刈村・森迫村 |
| 百枝組         | 百枝村・川辺村・田原村・西原村・向野村・法泉庵村・※牟礼村 |
| 上玉田組       | 玉田村の一部、深田村の一部、山田村の一部、小津留村・田町村・※山方村 |
| 下玉田組       | 玉田村の一部、深田村の一部、山田村の一部、（下玉田組）久原村・中尾村 |
| 市場組         | 市場村・（市場組）赤嶺村・鬼塚村・肝煎村・羽飛村 |
| 小坂組         | 小坂村・内田村・内山村・久知良村・（小坂組）松尾村・松谷村・山中村・鷲谷村・※小中屋村・※高屋村・※広瀬村                                                                                                  |
| 下畑組         | 石上村・出羽村・入北村・大内河内村・奥畑村・尾原村・折立村・佐瀬村・椎原村・（下畑組）白岩村・竹脇村・（下畑組）田中村・谷平村・津留村・栃原村・細枝村・山口村・※小野生原村・※風瀬村・※皷石村・※東光寺村 |

※は枝村

### 近代以降の沿革
『旧高旧領取調帳』に記載されている明治初年時点での支配は以下の通りだが、大野郡については幕末から明治初年時点の実態とずれが生じている箇所が多く、注意を要する。（1町461村）
| 知行 | 知行       | 村数      | 村名 |
| ---- | ---------- | --------- | --- |
| 藩領 | 豊後岡藩   | 1町 303村 | 高寺村、重岡村、市園村、宮野村、小野芋瀬村、蔵小野村、田野村、鹿乗村、平野村（宇目郷）、上仲江村、伏部野村、菅村、長内村、大原村（宇目郷）、内田村（宇目郷）、川又村、塩見園村、花木村、上爪村、見明村、神田村、上河内村、上津小野村、釘戸村、小野市村、楢野木村、中津留村（宇目郷）、古家園村、田原村（宇目郷）、西山村、木浦内村（宇目郷）、藤河内村、奥江村、中岳村、柳瀬村、田代村（宇目郷）、上河尻村、伏野村（宇目郷）、千束村（宇目郷）、豊藤村、柿木村（宇目郷）、酒利村、宇田枝村、津留村（宇田枝郷）、深谷村、左右知村、轟村、中山村（宇田枝郷）、近郷村、高城村、宮迫村（宇田枝郷）、井崎村、伏野村（宇田枝郷）、中野村（宇田枝郷）、中津無礼村、大無礼村（宇田枝郷）、内平村、板屋村（白谷郷）、代村、押川村、中津留村（白谷郷）、久部村、大白谷村、奥畑村（宇目郷）、宮園村、久土知村、犬塚村、中村（野津之院）、徳尾村（馬背戸組）、鹿屋村、広石村、馬背戸村、小畑村、大無礼村（馬背戸組）、丸小野村、石原村、泉園村、長小野村（宇田枝郷）、木南切村、柏野村、蔵内村、小原村（宇田枝郷）、宮津留村、中村（宇田枝郷）、佐草村、宇田村、小仲尾村、谷門村、堂内村、小原村（奥岳郷）、鶴林村、栗林村、大村、中野村（奥岳郷）、上畑村、滞迫村、栗生村、尻井村、柚木村、宮畑村、平瀬村、上年野村、下徳田村、梅木村、徳田村、冬原村、花木沢村、飛尾村、上冬原村、牛ヶ迫村、中野村（?）、横平村、木野村、大石村、片ヶ瀬村、上片ヶ瀬村、炭焼村、大久保村、草深野村、年野村、原尻村、田良原村（?）、小宛村、桑津留村、辻村、牧原村（緒方郷）、寺原村、寺山村、枝石村、中尾村（緒方郷）、知原村、軸丸村、下自在村、上自在村、馬場村、井上村、打越村、添生村、野中村、小野村、知田村、河宇田村、野尻村、徳部村、柏原村、長迫村、松尾村（耳忍郷）、宗福村、柿木村（耳忍郷）、鉢山村、原田村、倉波村、田原園村、大木村、山久保村、漆生村、鏡村、萩田尾村、中道村、萩尾村、岡村、牧原村（井田郷）、高無礼村、茜村、下津尾村、犬飼町、田原村（井田郷）、長峯村、大迫村、真萱村、内河村、野首村、千束村（井田郷）、黒松村、山田村（井田郷）、柚河内村、三嵩村、宇津尾木村、山野田村、高津原村、柴北村、葛川村、高畑村、柴山村、日向久保村、石田村、新殿村、長小野村（土師郷）、山内村、志田原村、尾平村、小切畑村、栗ヶ畑村、田口村、船木村、原村、三木村、杉園村、上園村、光昌寺村、谷村、十時村、折小野村、師田原村、沢田村、木浦内村（土師郷）、山峯村、黒岩村、安藤村、貫原村、中土師村、長尾村、河面村、岩杉村、藤北村、木原村、犬山村、宮迫村（藤北郷）、宮原村、高野村、田中町村、若宮村、藤波村、妙勝庵村、佐代村、影木村、宮本村、府出村、丸山村、中野原村、郡山村、駒方村、川南村、川北村、犬山村、相ヶ迫村、井野村、田尾村、片島村、代三五村、矢田村、岩上村、両家村、中角村、左淵村、徳尾村（大方郷）、木浦畑村、小倉木村、池在村、瀬口村、田村、市村、和田村、館村、向原村、古殿村、北園村、桑原村、岡倉村、平野寺村、門前村、代野原村、窪村、小原村（一万田郷）、大鳥村、住吉村、庄屋村、堤村、梨原村、小川野村、志屋村、栗栖村、神鉢村、鳥屋村、田夫時村、高沢村、小原村（藤北郷）、杵ヶ原村、尾原村、荷小野村、徳野原村、綿田村、北平村、臼木村、中熊村、朝倉村、下朝倉村、板井迫村、平井村、樋口村、堀家村、近地村、大塚村、北泉村、坪井村、上野村、志賀村、宮迫村（大方郷）、津留村（?）、原村、大渡村、田尾村、瓜生村、尾平鉱山 |
| 藩領 | 豊後臼杵藩 | 158村     | 黍野村、池原村、木所村、桑畑村、迫村、赤迫村、菅無田村、筒井村、寺小路村、下長小野村、日当村、波津久村、平野村、福原村、牧原村、安政村、生野原村、桐木村、小切畑村、塩畑村、芝尾村、田良原村、寺田村、中山村、名塚村、花原村、持田村、若山村、（田中組）田中村、岩瀬村、大内村、笠原木村、蔵園村、才原村、城崎村、小屋川村、竹部村、田平村、溜水村、田良木村、塚田村、八熊村、備後尾村、福青田村、（田中組）松尾村、水地村、持丸村、熊迫村、落合村、野津市村、板屋村、今俵村、岩崎村、岩屋村、内平村、遠久原村、垣河内村、黒土村、西神野村、（川登組）白岩村、清水原村、竹下村、田代村、泊村、豊蔵村、中野村、野口村、蕨野村、吉岡村、内河野村、於無礼村、川平村、篠枝村、下藤村、生野村、利野村、一木村、広原村、前河内村、荒瀬村、山奥村、赤嶺村、天手村、荻原村、黒坂村、（山奥組）久原村、御霊園村、寒田村、高松村、戸上村、長小野村、鍋田村、長谷村、細口村、松原村、宮尾村、浅水村、宇対瀬村、深野村、又井村、菅生村、芦刈村、森迫村、百枝村、川辺村、田原村、西原村、向野村、法泉庵村、牟礼村、中玉田村、下玉田村、深田村、山田村、小津留村、田町村、山方村、（下玉田組）久原村、中尾村、市場村、上赤嶺村、下赤嶺村、鬼塚村、肝煎村、羽飛村、上小坂村、中小坂村、下小坂村、内田村、内山村、久知良村、（小坂組）松尾村、松谷村、山中村、上鷲谷村、下鷲谷村、高屋村、広瀬村、石上村、出羽村、入北村、大内河内村、奥畑村、尾原村、折立村、佐瀬村、椎原村、（下畑組）白岩村、竹脇村、（下畑組）田中村、谷平村、津留村、栃原村、細枝村、山口村、風瀬村、皷石村、東光寺村 |

- 明治初年 - 木浦鉱山が起立。（1町462村）
- 明治4年7月14日（1871年8月29日） - 廃藩置県により、臼杵県、岡県の管轄となる。
- 明治4年11月14日（1871年12月25日） - 第1次府県統合により、全域が大分県の管轄となる。
- 明治8年（1875年）3月13日 - 大分県により村落統合が実施される。（1町69村）

- 本城村 ← 高寺村、深田村
- 大平村 ← 平野村（宇目郷）、上仲江村、伏部野村、菅村、長内村、大原村（宇目郷）
- 河内村 ← 神田村、上河内村
- 新村 ← 宮園村、久土知村
- 大化村 ← 犬塚村、中村
- 平石村 ← 徳尾村（馬背戸組）、鹿屋村、広石村、大無礼村（馬背戸組）、長小野村（宇田枝郷）、木南切村、柏野村
- 馬背畑村 ← 馬背戸村、小畑村
- 六種村 ← 丸小野村、石原村、泉園村、蔵内村、小原村（宇田枝郷）、宮津留村
- 三玉村 ← 中村、佐草村、宇田村
- 越生村 ← 打越村、添生村
- 鮒川村 ← 野中村、小野村
- 天神村 ← 河宇田村、徳部村
- 砂田村 ← 柏原村、長迫村
- 雨堤村 ← 松尾村（耳忍郷）、宗福村
- 臼尾村 ← 柿木村（耳忍郷）、鉢山村
- 前田村 ← 原田村、倉波村、田原園村
- 下山村 ← 大木村、山久保村、漆生村
- 後田村 ← 鏡村、萩田尾村、中道村、萩尾村、岡村、牧原村（井田郷）、高無礼村、茜村
- 長畑村 ← 長小野村（土師郷）、小切畑村
- 船田村 ← 田口村、船木村
- 田中村 ← 田中町村、若宮村、藤波村、妙勝庵村、佐代村、影木村
- 中原村 ← 中野原村、駒方村
- 田代村 ← 川南村、川北村、犬山村
- 池田村 ← 池在村、瀬口村、田村、館村
- 市万田村 ← 市村、和田村
- 酒井寺村 ← 岡倉村、平野寺村、門前村
- 屋原村 ← 代野原村、庄屋村
- 大原村 ← 窪村、小原村（一万田郷）、大鳥村、住吉村
- 神堤村 ← 堤村、神鉢村
- 梨小村 ← 梨原村、小川野村、志屋村
- 栗林村 ← 栗栖村、臼木村、中熊村
- 鳥田村 ← 鳥屋村、田夫時村
- 高原村 ← 高沢村、小原村（藤北郷）
- 荷尾杵村 ← 杵ヶ原村、尾原村、荷小野村
- 下野村 ← 平井村、樋口村、堀家村
- 朝地村 ← 朝倉村、下朝倉村、近地村
- 上尾塚村 ← 大塚村、上野村、田尾村
- 坪泉村 ← 北泉村、坪井村
- 夏足村 ← 津留村（?）、原村、大渡村
- 宮生村 ← 宮迫村（大方郷）、瓜生村
- 宮原村 ← 中山村（野津院）、迫村、寺小路村、日当村
- 老松村 ← 若山村、花原村、桐木村、持田村、芝尾村
- 八里合村 ← 塩柏村、名塚村、田良原村（野津院）、小屋川村、城崎村、田平村、備後尾村、蔵園村
- 都原村 ← 小切畑村、生野原村、菅無田村、寺田村、池原村、筒井村、赤迫村
- 烏岳村 ← 牧原村（野津院）、黍野村、波津久村、木所村、
- 千塚村 ← 平野村（野津院）、安政村、下長小野村、桑畑村、福原村
- 西寒田村 ← 鍋田村、寒田村、松原村、細口村、御霊園村
- 福良木村 ← 福青田村、田良木村、笠良木村
- 亀甲村 ← 熊迫村、才原村、松尾村（野津院）、塚田村
- 王子村 ← 大内村、岩瀬村、水地村、溜水村
- 山頭村 ← 田中村（野津院）、竹部村、持丸村、八熊村
- 吉田村 ← 川平村、吉岡村、篠枝村、一ツ木村
- 原村 ← 荒瀬村、下藤村、広原村
- 藤小野村 ← 生野村、内河野村、於無礼村、利野村
- 柚野木村 ← 荻原村、黒坂村、長谷村
- 大寒村 ← 戸上村、高松村、山奥村
- 秋山村 ← 天手村、長小野村、赤嶺村
- 西畑村 ← 尾原村、風瀬村、谷平村、栃原村、東光寺村、鞁石村、石上村、竹脇村、徳瀬村、入北村、田中村（三重郷）
- 東谷村 ← 山口村、大内河内村、折立村、津留村（三重郷）、奥畑村（三重郷）、椎原村、細枝村、白岩村、出羽村
- 井迫村 ← 森迫村、又井村
- 宮野村 ← 深野村、宮尾村
- 浅瀬村 ← 宇対瀬村、浅水村
- 西泉村 ← 西原村、法泉庵村
- 小坂村 ← 上小坂村、中小坂村、下小坂村
- 鷲谷村 ← 下鷲谷村、上鷲谷村
- 赤嶺村 ← 上赤嶺村、下赤嶺村
- 秋葉村 ← 肝煎村、羽飛村、鬼塚村
- 玉田村 ← 中玉田村、下玉田村
- 小田村 ← 小津留村、田町村
- 久田村 ← 山田村（?）、中尾村（三重荘）、久原村（三重荘）、山方村
- 重岡村 ← 重岡村、市園村、宮野村、小野芋瀬村、蔵小野村、田野村、鹿乗村
- 塩見園村 ← 塩見園村、内田村（宇目郷）、川又村、花木村、上爪村、見明村
- 小野市村 ← 小野市村、上津小野村、釘戸村、楢野木村、中津留村（宇目郷）、古家園村
- 田原村 ← 田原村(宇目郷）、中岳村、柳瀬村、田代村（宇目郷）
- 木浦内村 ← 木浦内村（宇目郷）、西山村、藤河内村、奥江村
- 千束村 ← 千束村（宇目郷）、上河尻村、伏野村（宇目郷）、豊藤村、柿木村（宇目郷）、酒利村
- 宇田枝村 ← 宇田枝村、津留村（宇田枝郷）、高城村、宮迫村（宇田枝郷）、井崎村
- 左右知村 ← 左右知村、深谷村、轟村
- 伏野村 ← 伏野村（宇田枝郷）、中野村（宇田枝郷）、中津無礼村、大無礼村、内平村
- 中津留村 ← 中津留村（白谷郷）、押川村
- 大白谷村 ← 大白谷村、中山村、近郷村、久部村
- 奥畑村 ← 奥畑村（宇目郷）、板屋村（白谷郷）、代村
- 小原村 ← 小原村（奥岳郷）、小仲尾村、谷門村、堂内村、鶴林村、栗林村
- 上畑村 ← 上畑村、大村、中野村（奥岳郷）
- 柚木村 ← 柚木村、尻井村、宮畑村、梅木村
- 上年野村 ← 上年野村、平瀬村
- 徳田村 ← 徳田村、飛尾村
- 冬原村 ← 冬原村、花木沢村
- 中野村 ← 中野村（？）、牛ヶ迫村、横平村
- 片ヶ瀬村 ← 片ヶ瀬村、上片ヶ瀬村
- 草深野村 ← 草深野村、炭焼村、大久保村
- 小宛村 ← 小宛村、田良原村、桑津留村、牧原村（緒方郷）
- 辻村 ← 辻村、年野村
- 寺原村 ← 寺原村、寺山村、枝石村、中尾村、知原村
- 下津尾村 ← 下津尾村、真萱村、内河村、野首村
- 長峯村 ← 長峯村、大迫村
- 黒松村 ← 黒松村、千束村（井田郷）、柚河内村、三嵩村
- 高津原村 ← 高津原村、山田村（井田郷）、宇津尾木村、山野田村
- 柴北村 ← 柴北村、葛川村
- 柴山村 ← 柴山村、日向久保村
- 山内村 ← 山内村、志田原村
- 栗ヶ畑村 ← 栗ヶ畑村、尾平村
- 杉園村 ← 杉園村、原村、三木村、上園村
- 十時村 ← 十時村、光昌寺村、谷村、折小野村
- 沢田村 ← 沢田村、師田原村、木浦内村（土師郷）、山峯村
- 安藤村 ← 安藤村、黒岩村、貫原村、長尾村
- 中土師村 ← 中土師村、河面村、岩杉村
- 藤北村 ← 藤北村、木原村、高野村、府出村、丸山村
- 宮迫村 ← 宮迫村（藤北郷）、犬山村、宮原村、宮本村
- 片島村 ← 片島村、相ヶ迫村、井野村、田尾村
- 矢田村 ← 矢田村、岩上村、中角村
- 小倉木村 ← 小倉木村、左淵村、徳尾村（大方郷）、木浦畑村
- 北園村 ← 北園村、向原村、古殿村
- 綿田村 ← 綿田村、徳野原村、北平村
- 野口村 ← 野口村、板屋村（野津院）、竹下村
- 落谷村 ← 落谷村、黒土村、蕨野村
- 岩屋村 ← 岩屋村、中野村（野津院）、豊蔵村
- 清水原村 ← 清水原村、今俵村
- 泊村 ← 泊村、岩崎村、田代村（野津院）、内平村
- 垣河内村 ← 垣河内村、遠久原村
- 百枝村 ← 百枝村、牟礼村
- 内田村 ← 内田村（三重郷）、久知良村
- 内山村 ← 内山村、松谷村、山中村
- 松尾村 ← 松尾村（三重荘）、広瀬村、高屋村

- 明治11年（1878年）11月1日 - 郡区町村編制法の大分県での施行により、行政区画としての大野郡が発足。郡役所が市場村に設置。
- 明治12年（1879年） - 3か所存在した田原村のうち2ヶ所が上田原村（三重荘）、南田原村（宇目郷）にそれぞれ改称。
- 明治20年（1887年） - 野口村が野津市村に合併。（1町160村）

### 町村制以降の沿革

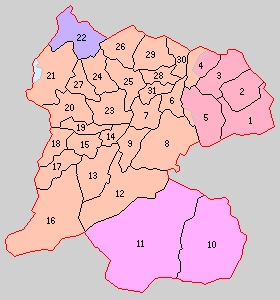
1.川登村 2.田野村 3.野津市村 4.戸上村 5.南野津村 6.菅尾村 7.百枝村 8.三重村 9.新田村 10.重岡村 11.小野市村 12.白山村 13.合川村 14.牧口村 15.南緒方村 16.長谷川村 17.上緒方村 18.小富士村 19.緒方村 20.上井田村 21.西大野村 22.今市村 23.大野村 24.田中村 25.中井田村 26.土師村 27.養老村 28.井田村 29.長谷村 30.犬飼村 31.柴原村（紫：大分市 桃：佐伯市 赤：臼杵市 水色：竹田市 橙：豊後大野市）

- 明治22年（1889年）4月1日 - 町村制の施行により、以下の各村が発足。特記以外は現・豊後大野市。（31村）
  - 川登村 ← 清水原村、岩屋村、西神野村、白岩村、垣河内村、落谷村、泊村（現・臼杵市）
  - 田野村 ← 亀甲村、八里合村、福良木村、王子村、山頭村（現・臼杵市）
  - 野津市村 ← 野津市村、都原村、老松村、原村、宮原村（現・臼杵市）
  - 戸上村 ← 烏岳村、千塚村、藤小野村（現・臼杵市）、西寒田村、柚野木村（現・臼杵市、豊後大野市）、久原村、大寒村（現・豊後大野市）
  - 南野津村 ← 西畑村、秋山村（現・臼杵市、豊後大野市）、東谷村、吉田村、前河内村（現・臼杵市）
  - 菅尾村 ← 菅生村、井迫村、浅瀬村、宮野村
  - 百枝村 ← 百枝村、川辺村、上田原村、西泉村、向野村
  - 三重村 ← 小坂村、芦刈村、松尾村、鷲谷村、市場村、内田村、内山村、赤嶺村、秋葉村
  - 新田村 ← 玉田村、小田村、本城村、久田村
  - 重岡村 ← 重岡村、塩見園村、大平村、河内村、千束村（現・佐伯市）
  - 小野市村 ← 小野市村、南田原村、木浦内村、木浦鉱山（現・佐伯市）
  - 白山村 ← 伏野村、奥畑村、中津留村、大白谷村
  - 合川村 ← 六種村、宇田枝村、左右知村、平石村
  - 牧口村 ← 砂田村、雨堤村、臼尾村、天神村、三玉村
  - 南緒方村 ← 大化村、馬背畑村、新村、原尻村、鮒川村、知田村
  - 長谷川村 ← 小原村、滞迫村、栗生村、上畑村、尾平鉱山
  - 上緒方村 ← 柚木村、上冬原村、上年野村、徳田村、下徳田村、冬原村、木野村、大石村、中野村
  - 小富士村 ← 小宛村、草深野村、寺原村、辻村（現・豊後大野市）、片ヶ瀬村（現・竹田市）
  - 緒方村 ← 馬場村、上自在村、下自在村、軸丸村、越生村、井上村、野尻村
  - 上井田村 ← 板井迫村、朝地村、坪泉村、池田村、市万田村、上尾塚村、下野村、志賀村、宮生村
  - 西大野村 ← 栗林村、綿田村、鳥田村、梨小村（現・豊後大野市）、神堤村（現・竹田市）
  - 今市村 ← 荷尾杵村、高原村、直入郡今市村（現・大分市）
  - 大野村 ← 中原村、片島村、田代村、矢田村、小倉木村、郡山村、両家村、夏足村
  - 田中村 ← 田中村、藤北村、宮迫村
  - 中井田村 ← 杉園村、十時村、後田村、代三五村
  - 土師村 ← 中土師村（現・豊後大野市）、安藤村、沢田村（現・豊後大野市、大分市）
  - 養老村 ← 屋原村、大原村、酒井寺村、桑原村、北園村
  - 井田村 ← 石田村、長峯村、船田村、新殿村
  - 長谷村 ← 黒松村、山内村、栗ヶ畑村、長畑村、柴北村、高津原村
  - 犬飼村 ← 下津尾村、犬飼町、田原村
  - 柴原村 ← 下山村、前田村、高畑村、柴山村
- 明治24年（1891年）4月1日 - 郡制を施行。
- 明治35年（1902年）4月11日 - 三重村が町制施行して三重町となる。（1町30村）
- 明治36年（1903年）2月10日 - 犬飼村が町制施行して犬飼町となる。（2町29村）
- 明治40年（1907年）6月1日 - 大野村・田中村・中井田村・土師村・養老村が合併して東大野村が発足。（2町25村）
- 大正12年（1923年）4月1日 - 郡会を廃止。郡役所は存続。
- 大正15年（1926年）7月1日 - 郡役所が廃止。以降は地理区分名称となる。
- 昭和3年（1928年）8月1日 - 東大野村が町制施行・改称して大野町となる。（3町24村）
- 昭和7年（1932年）4月1日 - 南緒方村のうち、一部（馬背畑および大化の一部）を合川村に、残部を緒方村に編入。（3町23村）
- 昭和16年（1941年）4月1日 - 井田村・柴原村が合併して千歳村が発足。（3町22村）
- 昭和17年（1942年）7月1日 - 「大野地方事務所」が三重町に設置され、本郡を管轄。但し、本郡の一部は「大分地方事務所」または「南海部地方事務所」の管轄となる。
- 昭和22年（1947年）3月1日 - 大野町の一部（沢田の一部）が野津原村に編入。
- 昭和24年（1949年）
  - 4月1日 - 野津市村が町制施行して野津市町となる。（4町21村）
  - 7月1日 - 野津市町が改称して野津町となる。
- 昭和25年（1950年）
  - 1月1日 - 今市村の所属郡が大分郡に、重岡村・小野市村の所属郡が南海部郡にそれぞれ変更。（4町18村）
  - 11月1日 - 緒方村が町制施行して緒方町となる。（5町17村）
- 昭和26年（1951年）4月1日（5町13村）
  - 野津町・田野村が合併し、改めて野津町が発足。
  - 三重町・百枝村・新田村・菅尾村が合併し、改めて三重町が発足。
- 昭和29年（1954年）12月20日 - 上井田村・西大野村が合併して朝地村が発足。（5町12村）
- 昭和30年（1955年）
  - 1月1日（6町6村）
    - 緒方町・長谷川村・上緒方村・小富士村が合併し、改めて緒方町が発足。
    - 牧口村・合川村・白山村が合併して清川村が発足。
    - 朝地村が町制施行して朝地町となる。

  - 3月28日（6町2村）
    - 長谷村・犬飼町・戸上村が合併し、改めて犬飼町が発足。
    - 野津町・川登村・南野津村が合併し、改めて野津町が発足。

  - 6月1日 - 大野町の一部（大字夏足の一部）が緒方町に編入。
  - 7月1日 - 緒方町の一部（大字片ヶ瀬）が竹田市に編入。
  - 8月1日 - 犬飼町の一部（大字長畑の一部）が大野町に編入。
- 昭和31年（1956年）
  - 2月1日 - 朝地町のうち、一部（大字神堤）を直入郡直入町に、一部（大字志賀の一部）が緒方町に編入。
  - 10月1日 - 野津町の一部（大字西畑・秋山の各一部）が三重町に編入。
- 昭和32年（1957年）
  - 4月1日
    - 清川村のうち、一部（大字奥畑・中津留および大字伏野・大白谷の各一部）を三重町に、一部（大字大化・馬背畑および大字平石・天神の各一部）を緒方町にそれぞれ編入。
    - 犬飼町の一部（大字烏岳・千塚・藤小野および大字西寒田・柚野木の各一部）を野津町に編入。

  - 7月1日 - 三重町が南海部郡本匠村の一部（大字山部のうち片内）を編入。
- 昭和38年（1963年）3月5日 - 大野町の一部（大字安藤の一部）が大分郡大南町に編入[21]。
- 平成17年（2005年）
  - 1月1日 - 野津町が臼杵市と合併し、改めて臼杵市が発足、郡より離脱。（5町2村）
  - 3月31日 - 三重町・清川村・緒方町・朝地町・大野町・千歳村・犬飼町が合併して豊後大野市が発足。同日大野郡消滅。

### 変遷表
| 明治8年以前            | 明治8年以前          | 明治8年 - 明治22年    | 明治8年 - 明治22年     | 明治22年 4月1日 町村制施行 | 明治22年 - 大正15年         | 昭和元年 - 昭和19年           | 昭和20年 - 昭和24年                 | 昭和20年 - 昭和24年        | 昭和25年 - 昭和29年              | 昭和30年 - 昭和39年                   | 昭和30年 - 昭和39年               | 昭和30年 - 昭和39年               | 平成元年 - 現在             | 現在       |
| ---------------------- | -------------------- | --------------------- | ---------------------- | -------------------------- | --------------------------- | ----------------------------- | ----------------------------------- | -------------------------- | -------------------------------- | ------------------------------------- | --------------------------------- | --------------------------------- | --------------------------- | ---------- |
| 小切畑村               | 小切畑村             | 長畑村                | 長畑村                 | 長谷村                     | 長谷村                      | 長谷村                        | 長谷村                              | 長谷村                     | 長谷村                           | 昭和30年3月28日 犬飼町                | 昭和30年8月1日 大野町に編入       | 昭和30年8月1日 大野町に編入       | 平成17年3月31日 豊後大野市  | 豊後大野市 |
| 長小野村（土師郷）     | 長小野村（土師郷）   | 長畑村                | 長畑村                 | 長谷村                     | 長谷村                      | 長谷村                        | 長谷村                              | 長谷村                     | 長谷村                           | 昭和30年3月28日 犬飼町                | 犬飼町                            | 犬飼町                            | 平成17年3月31日 豊後大野市  | 豊後大野市 |
| 黒松村                 | 黒松村               | 黒松村                | 黒松村                 | 長谷村                     | 長谷村                      | 長谷村                        | 長谷村                              | 長谷村                     | 長谷村                           | 昭和30年3月28日 犬飼町                | 犬飼町                            | 犬飼町                            | 平成17年3月31日 豊後大野市  | 豊後大野市 |
| 千束村（井田郷）       |                      | 黒松村                | 黒松村                 | 長谷村                     | 長谷村                      | 長谷村                        | 長谷村                              | 長谷村                     | 長谷村                           | 昭和30年3月28日 犬飼町                | 犬飼町                            | 犬飼町                            | 平成17年3月31日 豊後大野市  | 豊後大野市 |
| 柚河内村               |                      | 黒松村                | 黒松村                 | 長谷村                     | 長谷村                      | 長谷村                        | 長谷村                              | 長谷村                     | 長谷村                           | 昭和30年3月28日 犬飼町                | 犬飼町                            | 犬飼町                            | 平成17年3月31日 豊後大野市  | 豊後大野市 |
| 三嵩村                 |                      | 黒松村                | 黒松村                 | 長谷村                     | 長谷村                      | 長谷村                        | 長谷村                              | 長谷村                     | 長谷村                           | 昭和30年3月28日 犬飼町                | 犬飼町                            | 犬飼町                            | 平成17年3月31日 豊後大野市  | 豊後大野市 |
| 山内村                 | 山内村               | 山内村                | 山内村                 | 長谷村                     | 長谷村                      | 長谷村                        | 長谷村                              | 長谷村                     | 長谷村                           | 昭和30年3月28日 犬飼町                | 犬飼町                            | 犬飼町                            | 平成17年3月31日 豊後大野市  | 豊後大野市 |
| 志田原村               |                      | 山内村                | 山内村                 | 長谷村                     | 長谷村                      | 長谷村                        | 長谷村                              | 長谷村                     | 長谷村                           | 昭和30年3月28日 犬飼町                | 犬飼町                            | 犬飼町                            | 平成17年3月31日 豊後大野市  | 豊後大野市 |
| 栗ヶ畑村               | 栗ヶ畑村             | 栗ヶ畑村              | 栗ヶ畑村               | 長谷村                     | 長谷村                      | 長谷村                        | 長谷村                              | 長谷村                     | 長谷村                           | 昭和30年3月28日 犬飼町                | 犬飼町                            | 犬飼町                            | 平成17年3月31日 豊後大野市  | 豊後大野市 |
| 尾平村                 |                      | 栗ヶ畑村              | 栗ヶ畑村               | 長谷村                     | 長谷村                      | 長谷村                        | 長谷村                              | 長谷村                     | 長谷村                           | 昭和30年3月28日 犬飼町                | 犬飼町                            | 犬飼町                            | 平成17年3月31日 豊後大野市  | 豊後大野市 |
| 柴北村                 | 柴北村               | 柴北村                | 柴北村                 | 長谷村                     | 長谷村                      | 長谷村                        | 長谷村                              | 長谷村                     | 長谷村                           | 昭和30年3月28日 犬飼町                | 犬飼町                            | 犬飼町                            | 平成17年3月31日 豊後大野市  | 豊後大野市 |
| 葛川村                 |                      | 柴北村                | 柴北村                 | 長谷村                     | 長谷村                      | 長谷村                        | 長谷村                              | 長谷村                     | 長谷村                           | 昭和30年3月28日 犬飼町                | 犬飼町                            | 犬飼町                            | 平成17年3月31日 豊後大野市  | 豊後大野市 |
| 高津原村               | 高津原村             | 高津原村              | 高津原村               | 長谷村                     | 長谷村                      | 長谷村                        | 長谷村                              | 長谷村                     | 長谷村                           | 昭和30年3月28日 犬飼町                | 犬飼町                            | 犬飼町                            | 平成17年3月31日 豊後大野市  | 豊後大野市 |
| 山田村（井田郷）       |                      | 高津原村              | 高津原村               | 長谷村                     | 長谷村                      | 長谷村                        | 長谷村                              | 長谷村                     | 長谷村                           | 昭和30年3月28日 犬飼町                | 犬飼町                            | 犬飼町                            | 平成17年3月31日 豊後大野市  | 豊後大野市 |
| 宇津尾木村             |                      | 高津原村              | 高津原村               | 長谷村                     | 長谷村                      | 長谷村                        | 長谷村                              | 長谷村                     | 長谷村                           | 昭和30年3月28日 犬飼町                | 犬飼町                            | 犬飼町                            | 平成17年3月31日 豊後大野市  | 豊後大野市 |
| 山野田村               |                      | 高津原村              | 高津原村               | 長谷村                     | 長谷村                      | 長谷村                        | 長谷村                              | 長谷村                     | 長谷村                           | 昭和30年3月28日 犬飼町                | 犬飼町                            | 犬飼町                            | 平成17年3月31日 豊後大野市  | 豊後大野市 |
| 寒田村                 | 寒田村               | 西寒田村              | 西寒田村               | 戸上村                     | 戸上村                      | 戸上村                        | 戸上村                              | 戸上村                     | 戸上村                           | 昭和30年3月28日 犬飼町                | 犬飼町                            | 犬飼町                            | 平成17年3月31日 豊後大野市  | 豊後大野市 |
| 松原村                 |                      | 西寒田村              | 西寒田村               | 戸上村                     | 戸上村                      | 戸上村                        | 戸上村                              | 戸上村                     | 戸上村                           | 昭和30年3月28日 犬飼町                | 犬飼町                            | 犬飼町                            | 平成17年3月31日 豊後大野市  | 豊後大野市 |
| 細口村                 |                      | 西寒田村              | 西寒田村               | 戸上村                     | 戸上村                      | 戸上村                        | 戸上村                              | 戸上村                     | 戸上村                           | 昭和30年3月28日 犬飼町                | 犬飼町                            | 犬飼町                            | 平成17年3月31日 豊後大野市  | 豊後大野市 |
| 鍋田村                 | 鍋田村               | 西寒田村              | 西寒田村               | 戸上村                     | 戸上村                      | 戸上村                        | 戸上村                              | 戸上村                     | 戸上村                           | 昭和30年3月28日 犬飼町                | 昭和32年4月1日 野津町に編入       | 昭和32年4月1日 野津町に編入       | 平成17年1月1日 臼杵市の一部 | 臼杵市     |
| 御霊園村               |                      | 西寒田村              | 西寒田村               | 戸上村                     | 戸上村                      | 戸上村                        | 戸上村                              | 戸上村                     | 戸上村                           | 昭和30年3月28日 犬飼町                | 昭和32年4月1日 野津町に編入       | 昭和32年4月1日 野津町に編入       | 平成17年1月1日 臼杵市の一部 | 臼杵市     |
| 牧原村（野津院）       | 牧原村（野津院）     | 烏岳村                | 烏岳村                 | 戸上村                     | 戸上村                      | 戸上村                        | 戸上村                              | 戸上村                     | 戸上村                           | 昭和30年3月28日 犬飼町                | 昭和32年4月1日 野津町に編入       | 昭和32年4月1日 野津町に編入       | 平成17年1月1日 臼杵市の一部 | 臼杵市     |
| 黍野村                 |                      | 烏岳村                | 烏岳村                 | 戸上村                     | 戸上村                      | 戸上村                        | 戸上村                              | 戸上村                     | 戸上村                           | 昭和30年3月28日 犬飼町                | 昭和32年4月1日 野津町に編入       | 昭和32年4月1日 野津町に編入       | 平成17年1月1日 臼杵市の一部 | 臼杵市     |
| 波津久村               |                      | 烏岳村                | 烏岳村                 | 戸上村                     | 戸上村                      | 戸上村                        | 戸上村                              | 戸上村                     | 戸上村                           | 昭和30年3月28日 犬飼町                | 昭和32年4月1日 野津町に編入       | 昭和32年4月1日 野津町に編入       | 平成17年1月1日 臼杵市の一部 | 臼杵市     |
| 木所村                 |                      | 烏岳村                | 烏岳村                 | 戸上村                     | 戸上村                      | 戸上村                        | 戸上村                              | 戸上村                     | 戸上村                           | 昭和30年3月28日 犬飼町                | 昭和32年4月1日 野津町に編入       | 昭和32年4月1日 野津町に編入       | 平成17年1月1日 臼杵市の一部 | 臼杵市     |
| 平野村（野津院）       | 平野村（野津院）     | 千塚村                | 千塚村                 | 戸上村                     | 戸上村                      | 戸上村                        | 戸上村                              | 戸上村                     | 戸上村                           | 昭和30年3月28日 犬飼町                | 昭和32年4月1日 野津町に編入       | 昭和32年4月1日 野津町に編入       | 平成17年1月1日 臼杵市の一部 | 臼杵市     |
| 安政村                 |                      | 千塚村                | 千塚村                 | 戸上村                     | 戸上村                      | 戸上村                        | 戸上村                              | 戸上村                     | 戸上村                           | 昭和30年3月28日 犬飼町                | 昭和32年4月1日 野津町に編入       | 昭和32年4月1日 野津町に編入       | 平成17年1月1日 臼杵市の一部 | 臼杵市     |
| 下長小野村             |                      | 千塚村                | 千塚村                 | 戸上村                     | 戸上村                      | 戸上村                        | 戸上村                              | 戸上村                     | 戸上村                           | 昭和30年3月28日 犬飼町                | 昭和32年4月1日 野津町に編入       | 昭和32年4月1日 野津町に編入       | 平成17年1月1日 臼杵市の一部 | 臼杵市     |
| 桑畑村                 |                      | 千塚村                | 千塚村                 | 戸上村                     | 戸上村                      | 戸上村                        | 戸上村                              | 戸上村                     | 戸上村                           | 昭和30年3月28日 犬飼町                | 昭和32年4月1日 野津町に編入       | 昭和32年4月1日 野津町に編入       | 平成17年1月1日 臼杵市の一部 | 臼杵市     |
| 福原村                 |                      | 千塚村                | 千塚村                 | 戸上村                     | 戸上村                      | 戸上村                        | 戸上村                              | 戸上村                     | 戸上村                           | 昭和30年3月28日 犬飼町                | 昭和32年4月1日 野津町に編入       | 昭和32年4月1日 野津町に編入       | 平成17年1月1日 臼杵市の一部 | 臼杵市     |
| 生野村                 | 生野村               | 藤小野村              | 藤小野村               | 戸上村                     | 戸上村                      | 戸上村                        | 戸上村                              | 戸上村                     | 戸上村                           | 昭和30年3月28日 犬飼町                | 昭和32年4月1日 野津町に編入       | 昭和32年4月1日 野津町に編入       | 平成17年1月1日 臼杵市の一部 | 臼杵市     |
| 内河野村               |                      | 藤小野村              | 藤小野村               | 戸上村                     | 戸上村                      | 戸上村                        | 戸上村                              | 戸上村                     | 戸上村                           | 昭和30年3月28日 犬飼町                | 昭和32年4月1日 野津町に編入       | 昭和32年4月1日 野津町に編入       | 平成17年1月1日 臼杵市の一部 | 臼杵市     |
| 於無礼村               |                      | 藤小野村              | 藤小野村               | 戸上村                     | 戸上村                      | 戸上村                        | 戸上村                              | 戸上村                     | 戸上村                           | 昭和30年3月28日 犬飼町                | 昭和32年4月1日 野津町に編入       | 昭和32年4月1日 野津町に編入       | 平成17年1月1日 臼杵市の一部 | 臼杵市     |
| 利野村                 |                      | 藤小野村              | 藤小野村               | 戸上村                     | 戸上村                      | 戸上村                        | 戸上村                              | 戸上村                     | 戸上村                           | 昭和30年3月28日 犬飼町                | 昭和32年4月1日 野津町に編入       | 昭和32年4月1日 野津町に編入       | 平成17年1月1日 臼杵市の一部 | 臼杵市     |
| 黒坂村                 | 黒坂村               | 柚野木村              | 柚野木村               | 戸上村                     | 戸上村                      | 戸上村                        | 戸上村                              | 戸上村                     | 戸上村                           | 昭和30年3月28日 犬飼町                | 昭和32年4月1日 野津町に編入       | 昭和32年4月1日 野津町に編入       | 平成17年1月1日 臼杵市の一部 | 臼杵市     |
| 荻原村                 | 荻原村               | 柚野木村              | 柚野木村               | 戸上村                     | 戸上村                      | 戸上村                        | 戸上村                              | 戸上村                     | 戸上村                           | 昭和30年3月28日 犬飼町                | 犬飼町                            | 犬飼町                            | 平成17年3月31日 豊後大野市  | 豊後大野市 |
| 長谷村                 |                      | 柚野木村              | 柚野木村               | 戸上村                     | 戸上村                      | 戸上村                        | 戸上村                              | 戸上村                     | 戸上村                           | 昭和30年3月28日 犬飼町                | 犬飼町                            | 犬飼町                            | 平成17年3月31日 豊後大野市  | 豊後大野市 |
| 久原村                 | 久原村               | 久原村                | 久原村                 | 戸上村                     | 戸上村                      | 戸上村                        | 戸上村                              | 戸上村                     | 戸上村                           | 昭和30年3月28日 犬飼町                | 犬飼町                            | 犬飼町                            | 平成17年3月31日 豊後大野市  | 豊後大野市 |
| 戸上村                 | 戸上村               | 大寒村                | 大寒村                 | 戸上村                     | 戸上村                      | 戸上村                        | 戸上村                              | 戸上村                     | 戸上村                           | 昭和30年3月28日 犬飼町                | 犬飼町                            | 犬飼町                            | 平成17年3月31日 豊後大野市  | 豊後大野市 |
| 高松村                 |                      | 大寒村                | 大寒村                 | 戸上村                     | 戸上村                      | 戸上村                        | 戸上村                              | 戸上村                     | 戸上村                           | 昭和30年3月28日 犬飼町                | 犬飼町                            | 犬飼町                            | 平成17年3月31日 豊後大野市  | 豊後大野市 |
| 山奥村                 |                      | 大寒村                | 大寒村                 | 戸上村                     | 戸上村                      | 戸上村                        | 戸上村                              | 戸上村                     | 戸上村                           | 昭和30年3月28日 犬飼町                | 犬飼町                            | 犬飼町                            | 平成17年3月31日 豊後大野市  | 豊後大野市 |
| 犬飼町                 | 犬飼町               | 犬飼町                | 犬飼町                 | 犬飼村                     | 明治36年2月10日 町制 犬飼町 | 犬飼町                        | 犬飼町                              | 犬飼町                     | 犬飼町                           | 昭和30年3月28日 犬飼町                | 犬飼町                            | 犬飼町                            | 平成17年3月31日 豊後大野市  | 豊後大野市 |
| 田原村(宇目郷）        | 田原村(宇目郷）      | 田原村                | 田原村                 | 犬飼村                     | 明治36年2月10日 町制 犬飼町 | 犬飼町                        | 犬飼町                              | 犬飼町                     | 犬飼町                           | 昭和30年3月28日 犬飼町                | 犬飼町                            | 犬飼町                            | 平成17年3月31日 豊後大野市  | 豊後大野市 |
| 下津小村               | 下津小村             | 下津尾村              | 下津尾村               | 犬飼村                     | 明治36年2月10日 町制 犬飼町 | 犬飼町                        | 犬飼町                              | 犬飼町                     | 犬飼町                           | 昭和30年3月28日 犬飼町                | 犬飼町                            | 犬飼町                            | 平成17年3月31日 豊後大野市  | 豊後大野市 |
| 真萱村                 |                      | 下津尾村              | 下津尾村               | 犬飼村                     | 明治36年2月10日 町制 犬飼町 | 犬飼町                        | 犬飼町                              | 犬飼町                     | 犬飼町                           | 昭和30年3月28日 犬飼町                | 犬飼町                            | 犬飼町                            | 平成17年3月31日 豊後大野市  | 豊後大野市 |
| 内河村                 |                      | 下津尾村              | 下津尾村               | 犬飼村                     | 明治36年2月10日 町制 犬飼町 | 犬飼町                        | 犬飼町                              | 犬飼町                     | 犬飼町                           | 昭和30年3月28日 犬飼町                | 犬飼町                            | 犬飼町                            | 平成17年3月31日 豊後大野市  | 豊後大野市 |
| 野首村                 |                      | 下津尾村              | 下津尾村               | 犬飼村                     | 明治36年2月10日 町制 犬飼町 | 犬飼町                        | 犬飼町                              | 犬飼町                     | 犬飼町                           | 昭和30年3月28日 犬飼町                | 犬飼町                            | 犬飼町                            | 平成17年3月31日 豊後大野市  | 豊後大野市 |
| 大木村                 | 大木村               | 下山村                | 下山村                 | 柴原村                     | 柴原村                      | 昭和16年4月1日 千歳村         | 千歳村                              | 千歳村                     | 千歳村                           | 千歳村                                | 千歳村                            | 千歳村                            | 平成17年3月31日 豊後大野市  | 豊後大野市 |
| 山久保村               |                      | 下山村                | 下山村                 | 柴原村                     | 柴原村                      | 昭和16年4月1日 千歳村         | 千歳村                              | 千歳村                     | 千歳村                           | 千歳村                                | 千歳村                            | 千歳村                            | 平成17年3月31日 豊後大野市  | 豊後大野市 |
| 漆生村                 |                      | 下山村                | 下山村                 | 柴原村                     | 柴原村                      | 昭和16年4月1日 千歳村         | 千歳村                              | 千歳村                     | 千歳村                           | 千歳村                                | 千歳村                            | 千歳村                            | 平成17年3月31日 豊後大野市  | 豊後大野市 |
| 原田村                 | 原田村               | 前田村                | 前田村                 | 柴原村                     | 柴原村                      | 昭和16年4月1日 千歳村         | 千歳村                              | 千歳村                     | 千歳村                           | 千歳村                                | 千歳村                            | 千歳村                            | 平成17年3月31日 豊後大野市  | 豊後大野市 |
| 倉波村                 |                      | 前田村                | 前田村                 | 柴原村                     | 柴原村                      | 昭和16年4月1日 千歳村         | 千歳村                              | 千歳村                     | 千歳村                           | 千歳村                                | 千歳村                            | 千歳村                            | 平成17年3月31日 豊後大野市  | 豊後大野市 |
| 田原園村               |                      | 前田村                | 前田村                 | 柴原村                     | 柴原村                      | 昭和16年4月1日 千歳村         | 千歳村                              | 千歳村                     | 千歳村                           | 千歳村                                | 千歳村                            | 千歳村                            | 平成17年3月31日 豊後大野市  | 豊後大野市 |
| 高畑村                 | 高畑村               | 高畑村                | 高畑村                 | 柴原村                     | 柴原村                      | 昭和16年4月1日 千歳村         | 千歳村                              | 千歳村                     | 千歳村                           | 千歳村                                | 千歳村                            | 千歳村                            | 平成17年3月31日 豊後大野市  | 豊後大野市 |
| 柴山村                 | 柴山村               | 柴山村                | 柴山村                 | 柴原村                     | 柴原村                      | 昭和16年4月1日 千歳村         | 千歳村                              | 千歳村                     | 千歳村                           | 千歳村                                | 千歳村                            | 千歳村                            | 平成17年3月31日 豊後大野市  | 豊後大野市 |
| 日向久保村             |                      | 柴山村                | 柴山村                 | 柴原村                     | 柴原村                      | 昭和16年4月1日 千歳村         | 千歳村                              | 千歳村                     | 千歳村                           | 千歳村                                | 千歳村                            | 千歳村                            | 平成17年3月31日 豊後大野市  | 豊後大野市 |
| 石田村                 | 石田村               | 石田村                | 石田村                 | 井田村                     | 井田村                      | 昭和16年4月1日 千歳村         | 千歳村                              | 千歳村                     | 千歳村                           | 千歳村                                | 千歳村                            | 千歳村                            | 平成17年3月31日 豊後大野市  | 豊後大野市 |
| 長峯村                 | 長峯村               | 長峯村                | 長峯村                 | 井田村                     | 井田村                      | 昭和16年4月1日 千歳村         | 千歳村                              | 千歳村                     | 千歳村                           | 千歳村                                | 千歳村                            | 千歳村                            | 平成17年3月31日 豊後大野市  | 豊後大野市 |
| 大迫村                 |                      | 長峯村                | 長峯村                 | 井田村                     | 井田村                      | 昭和16年4月1日 千歳村         | 千歳村                              | 千歳村                     | 千歳村                           | 千歳村                                | 千歳村                            | 千歳村                            | 平成17年3月31日 豊後大野市  | 豊後大野市 |
| 田口村                 | 田口村               | 船田村                | 船田村                 | 井田村                     | 井田村                      | 昭和16年4月1日 千歳村         | 千歳村                              | 千歳村                     | 千歳村                           | 千歳村                                | 千歳村                            | 千歳村                            | 平成17年3月31日 豊後大野市  | 豊後大野市 |
| 船木村                 |                      | 船田村                | 船田村                 | 井田村                     | 井田村                      | 昭和16年4月1日 千歳村         | 千歳村                              | 千歳村                     | 千歳村                           | 千歳村                                | 千歳村                            | 千歳村                            | 平成17年3月31日 豊後大野市  | 豊後大野市 |
| 新殿村                 | 新殿村               | 新殿村                | 新殿村                 | 井田村                     | 井田村                      | 昭和16年4月1日 千歳村         | 千歳村                              | 千歳村                     | 千歳村                           | 千歳村                                | 千歳村                            | 千歳村                            | 平成17年3月31日 豊後大野市  | 豊後大野市 |
| 南海部郡片内村         | 南海部郡片内村       | 南海部郡 山部村の一部 | 南海部郡 山部村の一部  | 南海部郡 因尾村 の一部     | 南海部郡因尾村 の一部       | 南海部郡因尾村 の一部         | 南海部郡因尾村 の一部               | 南海部郡因尾村 の一部      | 南海部郡因尾村 の一部            | 昭和30年3月31日 南海部郡本匠村 の一部 | 昭和32年7月1日 三重町に編入       | 三重町                            | 平成17年3月31日 豊後大野市  | 豊後大野市 |
| 上小坂村               | 上小坂村             | 小坂村                | 小坂村                 | 三重村                     | 明治35年4月4日 町制 三重町  | 三重町                        | 三重町                              | 三重町                     | 昭和26年4月1日 三重町            | 三重町                                | 三重町                            | 三重町                            | 平成17年3月31日 豊後大野市  | 豊後大野市 |
| 中小坂村               |                      | 小坂村                | 小坂村                 | 三重村                     | 明治35年4月4日 町制 三重町  | 三重町                        | 三重町                              | 三重町                     | 昭和26年4月1日 三重町            | 三重町                                | 三重町                            | 三重町                            | 平成17年3月31日 豊後大野市  | 豊後大野市 |
| 下小坂村               |                      | 小坂村                | 小坂村                 | 三重村                     | 明治35年4月4日 町制 三重町  | 三重町                        | 三重町                              | 三重町                     | 昭和26年4月1日 三重町            | 三重町                                | 三重町                            | 三重町                            | 平成17年3月31日 豊後大野市  | 豊後大野市 |
| 芦刈村                 | 芦刈村               | 芦刈村                | 芦刈村                 | 三重村                     | 明治35年4月4日 町制 三重町  | 三重町                        | 三重町                              | 三重町                     | 昭和26年4月1日 三重町            | 三重町                                | 三重町                            | 三重町                            | 平成17年3月31日 豊後大野市  | 豊後大野市 |
| 松尾村（三重荘）       | 松尾村（三重荘）     | 松尾村                | 松尾村                 | 三重村                     | 明治35年4月4日 町制 三重町  | 三重町                        | 三重町                              | 三重町                     | 昭和26年4月1日 三重町            | 三重町                                | 三重町                            | 三重町                            | 平成17年3月31日 豊後大野市  | 豊後大野市 |
| 広瀬村                 |                      | 松尾村                | 松尾村                 | 三重村                     | 明治35年4月4日 町制 三重町  | 三重町                        | 三重町                              | 三重町                     | 昭和26年4月1日 三重町            | 三重町                                | 三重町                            | 三重町                            | 平成17年3月31日 豊後大野市  | 豊後大野市 |
| 高屋村                 |                      | 松尾村                | 松尾村                 | 三重村                     | 明治35年4月4日 町制 三重町  | 三重町                        | 三重町                              | 三重町                     | 昭和26年4月1日 三重町            | 三重町                                | 三重町                            | 三重町                            | 平成17年3月31日 豊後大野市  | 豊後大野市 |
| 下鷲谷村               | 下鷲谷村             | 鷲谷村                | 鷲谷村                 | 三重村                     | 明治35年4月4日 町制 三重町  | 三重町                        | 三重町                              | 三重町                     | 昭和26年4月1日 三重町            | 三重町                                | 三重町                            | 三重町                            | 平成17年3月31日 豊後大野市  | 豊後大野市 |
| 上鷲谷村               |                      | 鷲谷村                | 鷲谷村                 | 三重村                     | 明治35年4月4日 町制 三重町  | 三重町                        | 三重町                              | 三重町                     | 昭和26年4月1日 三重町            | 三重町                                | 三重町                            | 三重町                            | 平成17年3月31日 豊後大野市  | 豊後大野市 |
| 市場村                 | 市場村               | 市場村                | 市場村                 | 三重村                     | 明治35年4月4日 町制 三重町  | 三重町                        | 三重町                              | 三重町                     | 昭和26年4月1日 三重町            | 三重町                                | 三重町                            | 三重町                            | 平成17年3月31日 豊後大野市  | 豊後大野市 |
| 内田村（三重郷）       | 内田村（三重郷）     | 内田村                | 内田村                 | 三重村                     | 明治35年4月4日 町制 三重町  | 三重町                        | 三重町                              | 三重町                     | 昭和26年4月1日 三重町            | 三重町                                | 三重町                            | 三重町                            | 平成17年3月31日 豊後大野市  | 豊後大野市 |
| 久知良村               |                      | 内田村                | 内田村                 | 三重村                     | 明治35年4月4日 町制 三重町  | 三重町                        | 三重町                              | 三重町                     | 昭和26年4月1日 三重町            | 三重町                                | 三重町                            | 三重町                            | 平成17年3月31日 豊後大野市  | 豊後大野市 |
| 内山村                 | 内山村               | 内山村                | 内山村                 | 三重村                     | 明治35年4月4日 町制 三重町  | 三重町                        | 三重町                              | 三重町                     | 昭和26年4月1日 三重町            | 三重町                                | 三重町                            | 三重町                            | 平成17年3月31日 豊後大野市  | 豊後大野市 |
| 松谷村                 |                      | 内山村                | 内山村                 | 三重村                     | 明治35年4月4日 町制 三重町  | 三重町                        | 三重町                              | 三重町                     | 昭和26年4月1日 三重町            | 三重町                                | 三重町                            | 三重町                            | 平成17年3月31日 豊後大野市  | 豊後大野市 |
| 山中村                 |                      | 内山村                | 内山村                 | 三重村                     | 明治35年4月4日 町制 三重町  | 三重町                        | 三重町                              | 三重町                     | 昭和26年4月1日 三重町            | 三重町                                | 三重町                            | 三重町                            | 平成17年3月31日 豊後大野市  | 豊後大野市 |
| 上赤嶺村               | 上赤嶺村             | 赤嶺村                | 赤嶺村                 | 三重村                     | 明治35年4月4日 町制 三重町  | 三重町                        | 三重町                              | 三重町                     | 昭和26年4月1日 三重町            | 三重町                                | 三重町                            | 三重町                            | 平成17年3月31日 豊後大野市  | 豊後大野市 |
| 下赤嶺村               |                      | 赤嶺村                | 赤嶺村                 | 三重村                     | 明治35年4月4日 町制 三重町  | 三重町                        | 三重町                              | 三重町                     | 昭和26年4月1日 三重町            | 三重町                                | 三重町                            | 三重町                            | 平成17年3月31日 豊後大野市  | 豊後大野市 |
| 肝煎村                 | 肝煎村               | 秋葉村                | 秋葉村                 | 三重村                     | 明治35年4月4日 町制 三重町  | 三重町                        | 三重町                              | 三重町                     | 昭和26年4月1日 三重町            | 三重町                                | 三重町                            | 三重町                            | 平成17年3月31日 豊後大野市  | 豊後大野市 |
| 羽飛村                 |                      | 秋葉村                | 秋葉村                 | 三重村                     | 明治35年4月4日 町制 三重町  | 三重町                        | 三重町                              | 三重町                     | 昭和26年4月1日 三重町            | 三重町                                | 三重町                            | 三重町                            | 平成17年3月31日 豊後大野市  | 豊後大野市 |
| 鬼塚村                 |                      | 秋葉村                | 秋葉村                 | 三重村                     | 明治35年4月4日 町制 三重町  | 三重町                        | 三重町                              | 三重町                     | 昭和26年4月1日 三重町            | 三重町                                | 三重町                            | 三重町                            | 平成17年3月31日 豊後大野市  | 豊後大野市 |
| 菅生村                 | 菅生村               | 菅生村                | 菅生村                 | 菅尾村                     | 菅尾村                      | 菅尾村                        | 菅尾村                              | 菅尾村                     | 昭和26年4月1日 三重町            | 三重町                                | 三重町                            | 三重町                            | 平成17年3月31日 豊後大野市  | 豊後大野市 |
| 森迫村                 | 森迫村               | 井迫村                | 井迫村                 | 菅尾村                     | 菅尾村                      | 菅尾村                        | 菅尾村                              | 菅尾村                     | 昭和26年4月1日 三重町            | 三重町                                | 三重町                            | 三重町                            | 平成17年3月31日 豊後大野市  | 豊後大野市 |
| 又井村                 |                      | 井迫村                | 井迫村                 | 菅尾村                     | 菅尾村                      | 菅尾村                        | 菅尾村                              | 菅尾村                     | 昭和26年4月1日 三重町            | 三重町                                | 三重町                            | 三重町                            | 平成17年3月31日 豊後大野市  | 豊後大野市 |
| 宇対瀬村               | 宇対瀬村             | 浅瀬村                | 浅瀬村                 | 菅尾村                     | 菅尾村                      | 菅尾村                        | 菅尾村                              | 菅尾村                     | 昭和26年4月1日 三重町            | 三重町                                | 三重町                            | 三重町                            | 平成17年3月31日 豊後大野市  | 豊後大野市 |
| 浅水村                 |                      | 浅瀬村                | 浅瀬村                 | 菅尾村                     | 菅尾村                      | 菅尾村                        | 菅尾村                              | 菅尾村                     | 昭和26年4月1日 三重町            | 三重町                                | 三重町                            | 三重町                            | 平成17年3月31日 豊後大野市  | 豊後大野市 |
| 深野村                 | 深野村               | 宮野村                | 宮野村                 | 菅尾村                     | 菅尾村                      | 菅尾村                        | 菅尾村                              | 菅尾村                     | 昭和26年4月1日 三重町            | 三重町                                | 三重町                            | 三重町                            | 平成17年3月31日 豊後大野市  | 豊後大野市 |
| 宮尾村                 |                      | 宮野村                | 宮野村                 | 菅尾村                     | 菅尾村                      | 菅尾村                        | 菅尾村                              | 菅尾村                     | 昭和26年4月1日 三重町            | 三重町                                | 三重町                            | 三重町                            | 平成17年3月31日 豊後大野市  | 豊後大野市 |
| 百枝村                 | 百枝村               | 百枝村                | 百枝村                 | 百枝村                     | 百枝村                      | 百枝村                        | 百枝村                              | 百枝村                     | 昭和26年4月1日 三重町            | 三重町                                | 三重町                            | 三重町                            | 平成17年3月31日 豊後大野市  | 豊後大野市 |
| 牟礼村                 |                      | 百枝村                | 百枝村                 | 百枝村                     | 百枝村                      | 百枝村                        | 百枝村                              | 百枝村                     | 昭和26年4月1日 三重町            | 三重町                                | 三重町                            | 三重町                            | 平成17年3月31日 豊後大野市  | 豊後大野市 |
| 川辺村                 | 川辺村               | 川辺村                | 川辺村                 | 百枝村                     | 百枝村                      | 百枝村                        | 百枝村                              | 百枝村                     | 昭和26年4月1日 三重町            | 三重町                                | 三重町                            | 三重町                            | 平成17年3月31日 豊後大野市  | 豊後大野市 |
| 田原村                 | 田原村               | 田原村                | 明治12年 改称 上田原村 | 百枝村                     | 百枝村                      | 百枝村                        | 百枝村                              | 百枝村                     | 昭和26年4月1日 三重町            | 三重町                                | 三重町                            | 三重町                            | 平成17年3月31日 豊後大野市  | 豊後大野市 |
| 西原村                 | 西原村               | 西泉村                | 西泉村                 | 百枝村                     | 百枝村                      | 百枝村                        | 百枝村                              | 百枝村                     | 昭和26年4月1日 三重町            | 三重町                                | 三重町                            | 三重町                            | 平成17年3月31日 豊後大野市  | 豊後大野市 |
| 法泉庵村               |                      | 西泉村                | 西泉村                 | 百枝村                     | 百枝村                      | 百枝村                        | 百枝村                              | 百枝村                     | 昭和26年4月1日 三重町            | 三重町                                | 三重町                            | 三重町                            | 平成17年3月31日 豊後大野市  | 豊後大野市 |
| 向野村                 | 向野村               | 向野村                | 向野村                 | 百枝村                     | 百枝村                      | 百枝村                        | 百枝村                              | 百枝村                     | 昭和26年4月1日 三重町            | 三重町                                | 三重町                            | 三重町                            | 平成17年3月31日 豊後大野市  | 豊後大野市 |
| 中玉田村               | 中玉田村             | 玉田村                | 玉田村                 | 新田村                     | 新田村                      | 新田村                        | 新田村                              | 新田村                     | 昭和26年4月1日 三重町            | 三重町                                | 三重町                            | 三重町                            | 平成17年3月31日 豊後大野市  | 豊後大野市 |
| 下玉田村               |                      | 玉田村                | 玉田村                 | 新田村                     | 新田村                      | 新田村                        | 新田村                              | 新田村                     | 昭和26年4月1日 三重町            | 三重町                                | 三重町                            | 三重町                            | 平成17年3月31日 豊後大野市  | 豊後大野市 |
| 小津留村               | 小津留村             | 小田村                | 小田村                 | 新田村                     | 新田村                      | 新田村                        | 新田村                              | 新田村                     | 昭和26年4月1日 三重町            | 三重町                                | 三重町                            | 三重町                            | 平成17年3月31日 豊後大野市  | 豊後大野市 |
| 田町村                 |                      | 小田村                | 小田村                 | 新田村                     | 新田村                      | 新田村                        | 新田村                              | 新田村                     | 昭和26年4月1日 三重町            | 三重町                                | 三重町                            | 三重町                            | 平成17年3月31日 豊後大野市  | 豊後大野市 |
| 高寺村                 | 高寺村               | 本城村                | 本城村                 | 新田村                     | 新田村                      | 新田村                        | 新田村                              | 新田村                     | 昭和26年4月1日 三重町            | 三重町                                | 三重町                            | 三重町                            | 平成17年3月31日 豊後大野市  | 豊後大野市 |
| 深田村                 |                      | 本城村                | 本城村                 | 新田村                     | 新田村                      | 新田村                        | 新田村                              | 新田村                     | 昭和26年4月1日 三重町            | 三重町                                | 三重町                            | 三重町                            | 平成17年3月31日 豊後大野市  | 豊後大野市 |
| 山田村（?）            | 山田村（?）          | 久田村                | 久田村                 | 新田村                     | 新田村                      | 新田村                        | 新田村                              | 新田村                     | 昭和26年4月1日 三重町            | 三重町                                | 三重町                            | 三重町                            | 平成17年3月31日 豊後大野市  | 豊後大野市 |
| 中尾村（三重荘）       |                      | 久田村                | 久田村                 | 新田村                     | 新田村                      | 新田村                        | 新田村                              | 新田村                     | 昭和26年4月1日 三重町            | 三重町                                | 三重町                            | 三重町                            | 平成17年3月31日 豊後大野市  | 豊後大野市 |
| 久原村（三重荘）       |                      | 久田村                | 久田村                 | 新田村                     | 新田村                      | 新田村                        | 新田村                              | 新田村                     | 昭和26年4月1日 三重町            | 三重町                                | 三重町                            | 三重町                            | 平成17年3月31日 豊後大野市  | 豊後大野市 |
| 山方村                 |                      | 久田村                | 久田村                 | 新田村                     | 新田村                      | 新田村                        | 新田村                              | 新田村                     | 昭和26年4月1日 三重町            | 三重町                                | 三重町                            | 三重町                            | 平成17年3月31日 豊後大野市  | 豊後大野市 |
| 奥畑村（宇目郷）       | 奥畑村（宇目郷）     | 奥畑村                | 奥畑村                 | 白山村                     | 白山村                      | 白山村                        | 白山村                              | 白山村                     | 白山村                           | 昭和30年1月1日 清川村                 | 昭和32年4月1日 三重町に編入       | 三重町                            | 平成17年3月31日 豊後大野市  | 豊後大野市 |
| 板屋村（白谷郷）       |                      | 奥畑村                | 奥畑村                 | 白山村                     | 白山村                      | 白山村                        | 白山村                              | 白山村                     | 白山村                           | 昭和30年1月1日 清川村                 | 昭和32年4月1日 三重町に編入       | 三重町                            | 平成17年3月31日 豊後大野市  | 豊後大野市 |
| 代村                   |                      | 奥畑村                | 奥畑村                 | 白山村                     | 白山村                      | 白山村                        | 白山村                              | 白山村                     | 白山村                           | 昭和30年1月1日 清川村                 | 昭和32年4月1日 三重町に編入       | 三重町                            | 平成17年3月31日 豊後大野市  | 豊後大野市 |
| 中津留村（白谷郷）     | 中津留村（白谷郷）   | 中津留村              | 中津留村               | 白山村                     | 白山村                      | 白山村                        | 白山村                              | 白山村                     | 白山村                           | 昭和30年1月1日 清川村                 | 昭和32年4月1日 三重町に編入       | 三重町                            | 平成17年3月31日 豊後大野市  | 豊後大野市 |
| 押川村                 |                      | 中津留村              | 中津留村               | 白山村                     | 白山村                      | 白山村                        | 白山村                              | 白山村                     | 白山村                           | 昭和30年1月1日 清川村                 | 昭和32年4月1日 三重町に編入       | 三重町                            | 平成17年3月31日 豊後大野市  | 豊後大野市 |
| 伏野村（宇田枝郷）     | 一部                 | 伏野村                | 伏野村                 | 白山村                     | 白山村                      | 白山村                        | 白山村                              | 白山村                     | 白山村                           | 昭和30年1月1日 清川村                 | 昭和32年4月1日 三重町に編入       | 三重町                            | 平成17年3月31日 豊後大野市  | 豊後大野市 |
| 伏野村（宇田枝郷）     | 一部                 | 伏野村                | 伏野村                 | 白山村                     | 白山村                      | 白山村                        | 白山村                              | 白山村                     | 白山村                           | 昭和30年1月1日 清川村                 | 清川村                            | 清川村                            | 平成17年3月31日 豊後大野市  | 豊後大野市 |
| 中野村（宇田枝郷）     |                      | 伏野村                | 伏野村                 | 白山村                     | 白山村                      | 白山村                        | 白山村                              | 白山村                     | 白山村                           | 昭和30年1月1日 清川村                 | 清川村                            | 清川村                            | 平成17年3月31日 豊後大野市  | 豊後大野市 |
| 内平村                 | 一部                 | 伏野村                | 伏野村                 | 白山村                     | 白山村                      | 白山村                        | 白山村                              | 白山村                     | 白山村                           | 昭和30年1月1日 清川村                 | 清川村                            | 清川村                            | 平成17年3月31日 豊後大野市  | 豊後大野市 |
| 内平村                 | 一部                 | 伏野村                | 伏野村                 | 白山村                     | 白山村                      | 白山村                        | 白山村                              | 白山村                     | 白山村                           | 昭和30年1月1日 清川村                 | 昭和32年4月1日 三重町に編入       | 昭和32年4月1日 三重町に編入       | 平成17年3月31日 豊後大野市  | 豊後大野市 |
| 中津無礼村             |                      | 伏野村                | 伏野村                 | 白山村                     | 白山村                      | 白山村                        | 白山村                              | 白山村                     | 白山村                           | 昭和30年1月1日 清川村                 | 昭和32年4月1日 三重町に編入       | 昭和32年4月1日 三重町に編入       | 平成17年3月31日 豊後大野市  | 豊後大野市 |
| 大無礼村               |                      | 伏野村                | 伏野村                 | 白山村                     | 白山村                      | 白山村                        | 白山村                              | 白山村                     | 白山村                           | 昭和30年1月1日 清川村                 | 昭和32年4月1日 三重町に編入       | 昭和32年4月1日 三重町に編入       | 平成17年3月31日 豊後大野市  | 豊後大野市 |
| 久部村                 | 久部村               | 大白谷村              | 大白谷村               | 白山村                     | 白山村                      | 白山村                        | 白山村                              | 白山村                     | 白山村                           | 昭和30年1月1日 清川村                 | 昭和32年4月1日 三重町に編入       | 昭和32年4月1日 三重町に編入       | 平成17年3月31日 豊後大野市  | 豊後大野市 |
| 大白谷村               | 一部                 | 大白谷村              | 大白谷村               | 白山村                     | 白山村                      | 白山村                        | 白山村                              | 白山村                     | 白山村                           | 昭和30年1月1日 清川村                 | 昭和32年4月1日 三重町に編入       | 昭和32年4月1日 三重町に編入       | 平成17年3月31日 豊後大野市  | 豊後大野市 |
| 大白谷村               | 一部                 | 大白谷村              | 大白谷村               | 白山村                     | 白山村                      | 白山村                        | 白山村                              | 白山村                     | 白山村                           | 昭和30年1月1日 清川村                 | 清川村                            | 清川村                            | 平成17年3月31日 豊後大野市  | 豊後大野市 |
| 中山村                 |                      | 大白谷村              | 大白谷村               | 白山村                     | 白山村                      | 白山村                        | 白山村                              | 白山村                     | 白山村                           | 昭和30年1月1日 清川村                 | 清川村                            | 清川村                            | 平成17年3月31日 豊後大野市  | 豊後大野市 |
| 近郷村                 |                      | 大白谷村              | 大白谷村               | 白山村                     | 白山村                      | 白山村                        | 白山村                              | 白山村                     | 白山村                           | 昭和30年1月1日 清川村                 | 清川村                            | 清川村                            | 平成17年3月31日 豊後大野市  | 豊後大野市 |
| 柏原村                 | 柏原村               | 砂田村                | 砂田村                 | 牧口村                     | 牧口村                      | 牧口村                        | 牧口村                              | 牧口村                     | 牧口村                           | 昭和30年1月1日 清川村                 | 清川村                            | 清川村                            | 平成17年3月31日 豊後大野市  | 豊後大野市 |
| 長迫村                 |                      | 砂田村                | 砂田村                 | 牧口村                     | 牧口村                      | 牧口村                        | 牧口村                              | 牧口村                     | 牧口村                           | 昭和30年1月1日 清川村                 | 清川村                            | 清川村                            | 平成17年3月31日 豊後大野市  | 豊後大野市 |
| 松尾村（耳忍郷）       | 松尾村（耳忍郷）     | 雨堤村                | 雨堤村                 | 牧口村                     | 牧口村                      | 牧口村                        | 牧口村                              | 牧口村                     | 牧口村                           | 昭和30年1月1日 清川村                 | 清川村                            | 清川村                            | 平成17年3月31日 豊後大野市  | 豊後大野市 |
| 宗福村                 |                      | 雨堤村                | 雨堤村                 | 牧口村                     | 牧口村                      | 牧口村                        | 牧口村                              | 牧口村                     | 牧口村                           | 昭和30年1月1日 清川村                 | 清川村                            | 清川村                            | 平成17年3月31日 豊後大野市  | 豊後大野市 |
| 柿木村（耳忍郷）       | 柿木村（耳忍郷）     | 臼尾村                | 臼尾村                 | 牧口村                     | 牧口村                      | 牧口村                        | 牧口村                              | 牧口村                     | 牧口村                           | 昭和30年1月1日 清川村                 | 清川村                            | 清川村                            | 平成17年3月31日 豊後大野市  | 豊後大野市 |
| 鉢山村                 |                      | 臼尾村                | 臼尾村                 | 牧口村                     | 牧口村                      | 牧口村                        | 牧口村                              | 牧口村                     | 牧口村                           | 昭和30年1月1日 清川村                 | 清川村                            | 清川村                            | 平成17年3月31日 豊後大野市  | 豊後大野市 |
| 中村                   | 中村                 | 三玉村                | 三玉村                 | 牧口村                     | 牧口村                      | 牧口村                        | 牧口村                              | 牧口村                     | 牧口村                           | 昭和30年1月1日 清川村                 | 清川村                            | 清川村                            | 平成17年3月31日 豊後大野市  | 豊後大野市 |
| 佐草村                 |                      | 三玉村                | 三玉村                 | 牧口村                     | 牧口村                      | 牧口村                        | 牧口村                              | 牧口村                     | 牧口村                           | 昭和30年1月1日 清川村                 | 清川村                            | 清川村                            | 平成17年3月31日 豊後大野市  | 豊後大野市 |
| 宇田村                 |                      | 三玉村                | 三玉村                 | 牧口村                     | 牧口村                      | 牧口村                        | 牧口村                              | 牧口村                     | 牧口村                           | 昭和30年1月1日 清川村                 | 清川村                            | 清川村                            | 平成17年3月31日 豊後大野市  | 豊後大野市 |
| 徳部村                 | 徳部村               | 天神村                | 天神村                 | 牧口村                     | 牧口村                      | 牧口村                        | 牧口村                              | 牧口村                     | 牧口村                           | 昭和30年1月1日 清川村                 | 清川村                            | 清川村                            | 平成17年3月31日 豊後大野市  | 豊後大野市 |
| 河宇田村               | 河宇田村             | 天神村                | 天神村                 | 牧口村                     | 牧口村                      | 牧口村                        | 牧口村                              | 牧口村                     | 牧口村                           | 昭和30年1月1日 清川村                 | 昭和32年4月1日 緒方町に編入       | 昭和32年4月1日 緒方町に編入       | 平成17年3月31日 豊後大野市  | 豊後大野市 |
| 徳尾村（馬背戸組）     | 徳尾村（馬背戸組）   | 平石村                | 平石村                 | 合川村                     | 合川村                      | 合川村                        | 合川村                              | 合川村                     | 合川村                           | 昭和30年1月1日 清川村                 | 昭和32年4月1日 緒方町に編入       | 昭和32年4月1日 緒方町に編入       | 平成17年3月31日 豊後大野市  | 豊後大野市 |
| 鹿屋村                 |                      | 平石村                | 平石村                 | 合川村                     | 合川村                      | 合川村                        | 合川村                              | 合川村                     | 合川村                           | 昭和30年1月1日 清川村                 | 昭和32年4月1日 緒方町に編入       | 昭和32年4月1日 緒方町に編入       | 平成17年3月31日 豊後大野市  | 豊後大野市 |
| 広石村                 |                      | 平石村                | 平石村                 | 合川村                     | 合川村                      | 合川村                        | 合川村                              | 合川村                     | 合川村                           | 昭和30年1月1日 清川村                 | 昭和32年4月1日 緒方町に編入       | 昭和32年4月1日 緒方町に編入       | 平成17年3月31日 豊後大野市  | 豊後大野市 |
| 大無礼村（馬背戸組）   |                      | 平石村                | 平石村                 | 合川村                     | 合川村                      | 合川村                        | 合川村                              | 合川村                     | 合川村                           | 昭和30年1月1日 清川村                 | 昭和32年4月1日 緒方町に編入       | 昭和32年4月1日 緒方町に編入       | 平成17年3月31日 豊後大野市  | 豊後大野市 |
| 長小野村（宇田枝郷）   | 長小野村（宇田枝郷） | 平石村                | 平石村                 | 合川村                     | 合川村                      | 合川村                        | 合川村                              | 合川村                     | 合川村                           | 昭和30年1月1日 清川村                 | 清川村                            | 清川村                            | 平成17年3月31日 豊後大野市  | 豊後大野市 |
| 木南切村               |                      | 平石村                | 平石村                 | 合川村                     | 合川村                      | 合川村                        | 合川村                              | 合川村                     | 合川村                           | 昭和30年1月1日 清川村                 | 清川村                            | 清川村                            | 平成17年3月31日 豊後大野市  | 豊後大野市 |
| 柏野村                 |                      | 平石村                | 平石村                 | 合川村                     | 合川村                      | 合川村                        | 合川村                              | 合川村                     | 合川村                           | 昭和30年1月1日 清川村                 | 清川村                            | 清川村                            | 平成17年3月31日 豊後大野市  | 豊後大野市 |
| 丸小野村               | 丸小野村             | 六種村                | 六種村                 | 合川村                     | 合川村                      | 合川村                        | 合川村                              | 合川村                     | 合川村                           | 昭和30年1月1日 清川村                 | 清川村                            | 清川村                            | 平成17年3月31日 豊後大野市  | 豊後大野市 |
| 石原村                 |                      | 六種村                | 六種村                 | 合川村                     | 合川村                      | 合川村                        | 合川村                              | 合川村                     | 合川村                           | 昭和30年1月1日 清川村                 | 清川村                            | 清川村                            | 平成17年3月31日 豊後大野市  | 豊後大野市 |
| 泉園村                 |                      | 六種村                | 六種村                 | 合川村                     | 合川村                      | 合川村                        | 合川村                              | 合川村                     | 合川村                           | 昭和30年1月1日 清川村                 | 清川村                            | 清川村                            | 平成17年3月31日 豊後大野市  | 豊後大野市 |
| 蔵内村                 |                      | 六種村                | 六種村                 | 合川村                     | 合川村                      | 合川村                        | 合川村                              | 合川村                     | 合川村                           | 昭和30年1月1日 清川村                 | 清川村                            | 清川村                            | 平成17年3月31日 豊後大野市  | 豊後大野市 |
| 小原村（宇田枝郷）     |                      | 六種村                | 六種村                 | 合川村                     | 合川村                      | 合川村                        | 合川村                              | 合川村                     | 合川村                           | 昭和30年1月1日 清川村                 | 清川村                            | 清川村                            | 平成17年3月31日 豊後大野市  | 豊後大野市 |
| 宮津留村               |                      | 六種村                | 六種村                 | 合川村                     | 合川村                      | 合川村                        | 合川村                              | 合川村                     | 合川村                           | 昭和30年1月1日 清川村                 | 清川村                            | 清川村                            | 平成17年3月31日 豊後大野市  | 豊後大野市 |
| 宇田枝村               | 宇田枝村             | 宇田枝村              | 宇田枝村               | 合川村                     | 合川村                      | 合川村                        | 合川村                              | 合川村                     | 合川村                           | 昭和30年1月1日 清川村                 | 清川村                            | 清川村                            | 平成17年3月31日 豊後大野市  | 豊後大野市 |
| 津留村（宇田枝郷）     |                      | 宇田枝村              | 宇田枝村               | 合川村                     | 合川村                      | 合川村                        | 合川村                              | 合川村                     | 合川村                           | 昭和30年1月1日 清川村                 | 清川村                            | 清川村                            | 平成17年3月31日 豊後大野市  | 豊後大野市 |
| 高城村                 |                      | 宇田枝村              | 宇田枝村               | 合川村                     | 合川村                      | 合川村                        | 合川村                              | 合川村                     | 合川村                           | 昭和30年1月1日 清川村                 | 清川村                            | 清川村                            | 平成17年3月31日 豊後大野市  | 豊後大野市 |
| 宮迫村（宇田枝郷）     |                      | 宇田枝村              | 宇田枝村               | 合川村                     | 合川村                      | 合川村                        | 合川村                              | 合川村                     | 合川村                           | 昭和30年1月1日 清川村                 | 清川村                            | 清川村                            | 平成17年3月31日 豊後大野市  | 豊後大野市 |
| 井崎村                 |                      | 宇田枝村              | 宇田枝村               | 合川村                     | 合川村                      | 合川村                        | 合川村                              | 合川村                     | 合川村                           | 昭和30年1月1日 清川村                 | 清川村                            | 清川村                            | 平成17年3月31日 豊後大野市  | 豊後大野市 |
| 左右知村               | 左右知村             | 左右知村              | 左右知村               | 合川村                     | 合川村                      | 合川村                        | 合川村                              | 合川村                     | 合川村                           | 昭和30年1月1日 清川村                 | 清川村                            | 清川村                            | 平成17年3月31日 豊後大野市  | 豊後大野市 |
| 深谷村                 |                      | 左右知村              | 左右知村               | 合川村                     | 合川村                      | 合川村                        | 合川村                              | 合川村                     | 合川村                           | 昭和30年1月1日 清川村                 | 清川村                            | 清川村                            | 平成17年3月31日 豊後大野市  | 豊後大野市 |
| 轟村                   |                      | 左右知村              | 左右知村               | 合川村                     | 合川村                      | 合川村                        | 合川村                              | 合川村                     | 合川村                           | 昭和30年1月1日 清川村                 | 清川村                            | 清川村                            | 平成17年3月31日 豊後大野市  | 豊後大野市 |
| 馬背戸村               | 馬背戸村             | 馬背畑村              | 馬背畑村               | 南緒方村                   | 南緒方村                    | 昭和7年4月1日 合川村に編入    | 合川村                              | 合川村                     | 合川村                           | 昭和30年1月1日 清川村                 | 昭和32年4月1日 緒方町に編入       | 緒方町                            | 平成17年3月31日 豊後大野市  | 豊後大野市 |
| 小畑村                 |                      | 馬背畑村              | 馬背畑村               | 南緒方村                   | 南緒方村                    | 昭和7年4月1日 合川村に編入    | 合川村                              | 合川村                     | 合川村                           | 昭和30年1月1日 清川村                 | 昭和32年4月1日 緒方町に編入       | 緒方町                            | 平成17年3月31日 豊後大野市  | 豊後大野市 |
| 犬塚村 中村            | 一部                 | 大化村                | 大化村                 | 南緒方村                   | 南緒方村                    | 昭和7年4月1日 合川村に編入    | 合川村                              | 合川村                     | 合川村                           | 昭和30年1月1日 清川村                 | 昭和32年4月1日 緒方町に編入       | 緒方町                            | 平成17年3月31日 豊後大野市  | 豊後大野市 |
| 犬塚村 中村            | 一部                 | 大化村                | 大化村                 | 南緒方村                   | 南緒方村                    | 昭和7年4月1日 緒方村に編入    | 緒方村                              | 緒方村                     | 昭和25年11月1日 町制 緒方町      | 昭和30年1月1日 緒方町                 | 緒方町                            | 緒方町                            | 平成17年3月31日 豊後大野市  | 豊後大野市 |
| 宮園村                 | 宮園村               | 新村                  | 新村                   | 南緒方村                   | 南緒方村                    | 昭和7年4月1日 緒方村に編入    | 緒方村                              | 緒方村                     | 昭和25年11月1日 町制 緒方町      | 昭和30年1月1日 緒方町                 | 緒方町                            | 緒方町                            | 平成17年3月31日 豊後大野市  | 豊後大野市 |
| 久土知村               |                      | 新村                  | 新村                   | 南緒方村                   | 南緒方村                    | 昭和7年4月1日 緒方村に編入    | 緒方村                              | 緒方村                     | 昭和25年11月1日 町制 緒方町      | 昭和30年1月1日 緒方町                 | 緒方町                            | 緒方町                            | 平成17年3月31日 豊後大野市  | 豊後大野市 |
| 原尻村                 | 原尻村               | 原尻村                | 原尻村                 | 南緒方村                   | 南緒方村                    | 昭和7年4月1日 緒方村に編入    | 緒方村                              | 緒方村                     | 昭和25年11月1日 町制 緒方町      | 昭和30年1月1日 緒方町                 | 緒方町                            | 緒方町                            | 平成17年3月31日 豊後大野市  | 豊後大野市 |
| 野中村                 | 野中村               | 鮒川村                | 鮒川村                 | 南緒方村                   | 南緒方村                    | 昭和7年4月1日 緒方村に編入    | 緒方村                              | 緒方村                     | 昭和25年11月1日 町制 緒方町      | 昭和30年1月1日 緒方町                 | 緒方町                            | 緒方町                            | 平成17年3月31日 豊後大野市  | 豊後大野市 |
| 小野村                 |                      | 鮒川村                | 鮒川村                 | 南緒方村                   | 南緒方村                    | 昭和7年4月1日 緒方村に編入    | 緒方村                              | 緒方村                     | 昭和25年11月1日 町制 緒方町      | 昭和30年1月1日 緒方町                 | 緒方町                            | 緒方町                            | 平成17年3月31日 豊後大野市  | 豊後大野市 |
| 知田村                 | 知田村               | 知田村                | 知田村                 | 南緒方村                   | 南緒方村                    | 昭和7年4月1日 緒方村に編入    | 緒方村                              | 緒方村                     | 昭和25年11月1日 町制 緒方町      | 昭和30年1月1日 緒方町                 | 緒方町                            | 緒方町                            | 平成17年3月31日 豊後大野市  | 豊後大野市 |
| 馬場村                 | 馬場村               | 馬場村                | 馬場村                 | 緒方村                     | 緒方村                      | 緒方村                        | 緒方村                              | 緒方村                     | 昭和25年11月1日 町制 緒方町      | 昭和30年1月1日 緒方町                 | 緒方町                            | 緒方町                            | 平成17年3月31日 豊後大野市  | 豊後大野市 |
| 上自在村               | 上自在村             | 上自在村              | 上自在村               | 緒方村                     | 緒方村                      | 緒方村                        | 緒方村                              | 緒方村                     | 昭和25年11月1日 町制 緒方町      | 昭和30年1月1日 緒方町                 | 緒方町                            | 緒方町                            | 平成17年3月31日 豊後大野市  | 豊後大野市 |
| 下自在村               | 下自在村             | 下自在村              | 下自在村               | 緒方村                     | 緒方村                      | 緒方村                        | 緒方村                              | 緒方村                     | 昭和25年11月1日 町制 緒方町      | 昭和30年1月1日 緒方町                 | 緒方町                            | 緒方町                            | 平成17年3月31日 豊後大野市  | 豊後大野市 |
| 軸丸村                 | 軸丸村               | 軸丸村                | 軸丸村                 | 緒方村                     | 緒方村                      | 緒方村                        | 緒方村                              | 緒方村                     | 昭和25年11月1日 町制 緒方町      | 昭和30年1月1日 緒方町                 | 緒方町                            | 緒方町                            | 平成17年3月31日 豊後大野市  | 豊後大野市 |
| 打越村                 | 打越村               | 越生村                | 越生村                 | 緒方村                     | 緒方村                      | 緒方村                        | 緒方村                              | 緒方村                     | 昭和25年11月1日 町制 緒方町      | 昭和30年1月1日 緒方町                 | 緒方町                            | 緒方町                            | 平成17年3月31日 豊後大野市  | 豊後大野市 |
| 添生村                 |                      | 越生村                | 越生村                 | 緒方村                     | 緒方村                      | 緒方村                        | 緒方村                              | 緒方村                     | 昭和25年11月1日 町制 緒方町      | 昭和30年1月1日 緒方町                 | 緒方町                            | 緒方町                            | 平成17年3月31日 豊後大野市  | 豊後大野市 |
| 井上村                 | 井上村               | 井上村                | 井上村                 | 緒方村                     | 緒方村                      | 緒方村                        | 緒方村                              | 緒方村                     | 昭和25年11月1日 町制 緒方町      | 昭和30年1月1日 緒方町                 | 緒方町                            | 緒方町                            | 平成17年3月31日 豊後大野市  | 豊後大野市 |
| 野尻村                 | 野尻村               | 野尻村                | 野尻村                 | 緒方村                     | 緒方村                      | 緒方村                        | 緒方村                              | 緒方村                     | 昭和25年11月1日 町制 緒方町      | 昭和30年1月1日 緒方町                 | 緒方町                            | 緒方町                            | 平成17年3月31日 豊後大野市  | 豊後大野市 |
| 柚木村                 | 柚木村               | 柚木村                | 柚木村                 | 上緒方村                   | 上緒方村                    | 上緒方村                      | 上緒方村                            | 上緒方村                   | 上緒方村                         | 昭和30年1月1日 緒方町                 | 緒方町                            | 緒方町                            | 平成17年3月31日 豊後大野市  | 豊後大野市 |
| 尻井村                 |                      | 柚木村                | 柚木村                 | 上緒方村                   | 上緒方村                    | 上緒方村                      | 上緒方村                            | 上緒方村                   | 上緒方村                         | 昭和30年1月1日 緒方町                 | 緒方町                            | 緒方町                            | 平成17年3月31日 豊後大野市  | 豊後大野市 |
| 宮畑村                 |                      | 柚木村                | 柚木村                 | 上緒方村                   | 上緒方村                    | 上緒方村                      | 上緒方村                            | 上緒方村                   | 上緒方村                         | 昭和30年1月1日 緒方町                 | 緒方町                            | 緒方町                            | 平成17年3月31日 豊後大野市  | 豊後大野市 |
| 梅木村                 |                      | 柚木村                | 柚木村                 | 上緒方村                   | 上緒方村                    | 上緒方村                      | 上緒方村                            | 上緒方村                   | 上緒方村                         | 昭和30年1月1日 緒方町                 | 緒方町                            | 緒方町                            | 平成17年3月31日 豊後大野市  | 豊後大野市 |
| 上冬原村               | 上冬原村             | 上冬原村              | 上冬原村               | 上緒方村                   | 上緒方村                    | 上緒方村                      | 上緒方村                            | 上緒方村                   | 上緒方村                         | 昭和30年1月1日 緒方町                 | 緒方町                            | 緒方町                            | 平成17年3月31日 豊後大野市  | 豊後大野市 |
| 上年野村               | 上年野村             | 上年野村              | 上年野村               | 上緒方村                   | 上緒方村                    | 上緒方村                      | 上緒方村                            | 上緒方村                   | 上緒方村                         | 昭和30年1月1日 緒方町                 | 緒方町                            | 緒方町                            | 平成17年3月31日 豊後大野市  | 豊後大野市 |
| 平瀬村                 |                      | 上年野村              | 上年野村               | 上緒方村                   | 上緒方村                    | 上緒方村                      | 上緒方村                            | 上緒方村                   | 上緒方村                         | 昭和30年1月1日 緒方町                 | 緒方町                            | 緒方町                            | 平成17年3月31日 豊後大野市  | 豊後大野市 |
| 徳田村                 | 徳田村               | 徳田村                | 徳田村                 | 上緒方村                   | 上緒方村                    | 上緒方村                      | 上緒方村                            | 上緒方村                   | 上緒方村                         | 昭和30年1月1日 緒方町                 | 緒方町                            | 緒方町                            | 平成17年3月31日 豊後大野市  | 豊後大野市 |
| 飛尾村                 |                      | 徳田村                | 徳田村                 | 上緒方村                   | 上緒方村                    | 上緒方村                      | 上緒方村                            | 上緒方村                   | 上緒方村                         | 昭和30年1月1日 緒方町                 | 緒方町                            | 緒方町                            | 平成17年3月31日 豊後大野市  | 豊後大野市 |
| 下徳田村               | 下徳田村             | 下徳田村              | 下徳田村               | 上緒方村                   | 上緒方村                    | 上緒方村                      | 上緒方村                            | 上緒方村                   | 上緒方村                         | 昭和30年1月1日 緒方町                 | 緒方町                            | 緒方町                            | 平成17年3月31日 豊後大野市  | 豊後大野市 |
| 冬原村                 | 冬原村               | 冬原村                | 冬原村                 | 上緒方村                   | 上緒方村                    | 上緒方村                      | 上緒方村                            | 上緒方村                   | 上緒方村                         | 昭和30年1月1日 緒方町                 | 緒方町                            | 緒方町                            | 平成17年3月31日 豊後大野市  | 豊後大野市 |
| 花木沢村               |                      | 冬原村                | 冬原村                 | 上緒方村                   | 上緒方村                    | 上緒方村                      | 上緒方村                            | 上緒方村                   | 上緒方村                         | 昭和30年1月1日 緒方町                 | 緒方町                            | 緒方町                            | 平成17年3月31日 豊後大野市  | 豊後大野市 |
| 木野村                 | 木野村               | 木野村                | 木野村                 | 上緒方村                   | 上緒方村                    | 上緒方村                      | 上緒方村                            | 上緒方村                   | 上緒方村                         | 昭和30年1月1日 緒方町                 | 緒方町                            | 緒方町                            | 平成17年3月31日 豊後大野市  | 豊後大野市 |
| 大石村                 | 大石村               | 大石村                | 大石村                 | 上緒方村                   | 上緒方村                    | 上緒方村                      | 上緒方村                            | 上緒方村                   | 上緒方村                         | 昭和30年1月1日 緒方町                 | 緒方町                            | 緒方町                            | 平成17年3月31日 豊後大野市  | 豊後大野市 |
| 中野村（？）           | 中野村（？）         | 中野村                | 中野村                 | 上緒方村                   | 上緒方村                    | 上緒方村                      | 上緒方村                            | 上緒方村                   | 上緒方村                         | 昭和30年1月1日 緒方町                 | 緒方町                            | 緒方町                            | 平成17年3月31日 豊後大野市  | 豊後大野市 |
| 牛ヶ迫村               |                      | 中野村                | 中野村                 | 上緒方村                   | 上緒方村                    | 上緒方村                      | 上緒方村                            | 上緒方村                   | 上緒方村                         | 昭和30年1月1日 緒方町                 | 緒方町                            | 緒方町                            | 平成17年3月31日 豊後大野市  | 豊後大野市 |
| 横平村                 |                      | 中野村                | 中野村                 | 上緒方村                   | 上緒方村                    | 上緒方村                      | 上緒方村                            | 上緒方村                   | 上緒方村                         | 昭和30年1月1日 緒方町                 | 緒方町                            | 緒方町                            | 平成17年3月31日 豊後大野市  | 豊後大野市 |
| 小原村（奥岳郷）       | 小原村（奥岳郷）     | 小原村                | 小原村                 | 長谷川村                   | 長谷川村                    | 長谷川村                      | 長谷川村                            | 長谷川村                   | 長谷川村                         | 昭和30年1月1日 緒方町                 | 緒方町                            | 緒方町                            | 平成17年3月31日 豊後大野市  | 豊後大野市 |
| 小仲尾村               |                      | 小原村                | 小原村                 | 長谷川村                   | 長谷川村                    | 長谷川村                      | 長谷川村                            | 長谷川村                   | 長谷川村                         | 昭和30年1月1日 緒方町                 | 緒方町                            | 緒方町                            | 平成17年3月31日 豊後大野市  | 豊後大野市 |
| 谷門村                 |                      | 小原村                | 小原村                 | 長谷川村                   | 長谷川村                    | 長谷川村                      | 長谷川村                            | 長谷川村                   | 長谷川村                         | 昭和30年1月1日 緒方町                 | 緒方町                            | 緒方町                            | 平成17年3月31日 豊後大野市  | 豊後大野市 |
| 堂内村                 |                      | 小原村                | 小原村                 | 長谷川村                   | 長谷川村                    | 長谷川村                      | 長谷川村                            | 長谷川村                   | 長谷川村                         | 昭和30年1月1日 緒方町                 | 緒方町                            | 緒方町                            | 平成17年3月31日 豊後大野市  | 豊後大野市 |
| 鶴林村                 |                      | 小原村                | 小原村                 | 長谷川村                   | 長谷川村                    | 長谷川村                      | 長谷川村                            | 長谷川村                   | 長谷川村                         | 昭和30年1月1日 緒方町                 | 緒方町                            | 緒方町                            | 平成17年3月31日 豊後大野市  | 豊後大野市 |
| 栗林村                 |                      | 小原村                | 小原村                 | 長谷川村                   | 長谷川村                    | 長谷川村                      | 長谷川村                            | 長谷川村                   | 長谷川村                         | 昭和30年1月1日 緒方町                 | 緒方町                            | 緒方町                            | 平成17年3月31日 豊後大野市  | 豊後大野市 |
| 滞迫村                 | 滞迫村               | 滞迫村                | 滞迫村                 | 長谷川村                   | 長谷川村                    | 長谷川村                      | 長谷川村                            | 長谷川村                   | 長谷川村                         | 昭和30年1月1日 緒方町                 | 緒方町                            | 緒方町                            | 平成17年3月31日 豊後大野市  | 豊後大野市 |
| 栗生村                 | 栗生村               | 栗生村                | 栗生村                 | 長谷川村                   | 長谷川村                    | 長谷川村                      | 長谷川村                            | 長谷川村                   | 長谷川村                         | 昭和30年1月1日 緒方町                 | 緒方町                            | 緒方町                            | 平成17年3月31日 豊後大野市  | 豊後大野市 |
| 上畑村                 | 上畑村               | 上畑村                | 上畑村                 | 長谷川村                   | 長谷川村                    | 長谷川村                      | 長谷川村                            | 長谷川村                   | 長谷川村                         | 昭和30年1月1日 緒方町                 | 緒方町                            | 緒方町                            | 平成17年3月31日 豊後大野市  | 豊後大野市 |
| 大村                   |                      | 上畑村                | 上畑村                 | 長谷川村                   | 長谷川村                    | 長谷川村                      | 長谷川村                            | 長谷川村                   | 長谷川村                         | 昭和30年1月1日 緒方町                 | 緒方町                            | 緒方町                            | 平成17年3月31日 豊後大野市  | 豊後大野市 |
| 中野村（奥岳郷）       |                      | 上畑村                | 上畑村                 | 長谷川村                   | 長谷川村                    | 長谷川村                      | 長谷川村                            | 長谷川村                   | 長谷川村                         | 昭和30年1月1日 緒方町                 | 緒方町                            | 緒方町                            | 平成17年3月31日 豊後大野市  | 豊後大野市 |
| 尾平鉱山               | 尾平鉱山             | 尾平鉱山              | 尾平鉱山               | 長谷川村                   | 長谷川村                    | 長谷川村                      | 長谷川村                            | 長谷川村                   | 長谷川村                         | 昭和30年1月1日 緒方町                 | 緒方町                            | 緒方町                            | 平成17年3月31日 豊後大野市  | 豊後大野市 |
| 小宛村                 | 小宛村               | 小宛村                | 小宛村                 | 小富士村                   | 小富士村                    | 小富士村                      | 小富士村                            | 小富士村                   | 小富士村                         | 昭和30年1月1日 緒方町                 | 緒方町                            | 緒方町                            | 平成17年3月31日 豊後大野市  | 豊後大野市 |
| 田良原村               |                      | 小宛村                | 小宛村                 | 小富士村                   | 小富士村                    | 小富士村                      | 小富士村                            | 小富士村                   | 小富士村                         | 昭和30年1月1日 緒方町                 | 緒方町                            | 緒方町                            | 平成17年3月31日 豊後大野市  | 豊後大野市 |
| 桑津留村               |                      | 小宛村                | 小宛村                 | 小富士村                   | 小富士村                    | 小富士村                      | 小富士村                            | 小富士村                   | 小富士村                         | 昭和30年1月1日 緒方町                 | 緒方町                            | 緒方町                            | 平成17年3月31日 豊後大野市  | 豊後大野市 |
| 牧原村（緒方郷）       |                      | 小宛村                | 小宛村                 | 小富士村                   | 小富士村                    | 小富士村                      | 小富士村                            | 小富士村                   | 小富士村                         | 昭和30年1月1日 緒方町                 | 緒方町                            | 緒方町                            | 平成17年3月31日 豊後大野市  | 豊後大野市 |
| 草深野村               | 草深野村             | 草深野村              | 草深野村               | 小富士村                   | 小富士村                    | 小富士村                      | 小富士村                            | 小富士村                   | 小富士村                         | 昭和30年1月1日 緒方町                 | 緒方町                            | 緒方町                            | 平成17年3月31日 豊後大野市  | 豊後大野市 |
| 炭焼村                 |                      | 草深野村              | 草深野村               | 小富士村                   | 小富士村                    | 小富士村                      | 小富士村                            | 小富士村                   | 小富士村                         | 昭和30年1月1日 緒方町                 | 緒方町                            | 緒方町                            | 平成17年3月31日 豊後大野市  | 豊後大野市 |
| 大久保村               |                      | 草深野村              | 草深野村               | 小富士村                   | 小富士村                    | 小富士村                      | 小富士村                            | 小富士村                   | 小富士村                         | 昭和30年1月1日 緒方町                 | 緒方町                            | 緒方町                            | 平成17年3月31日 豊後大野市  | 豊後大野市 |
| 寺原村                 | 寺原村               | 寺原村                | 寺原村                 | 小富士村                   | 小富士村                    | 小富士村                      | 小富士村                            | 小富士村                   | 小富士村                         | 昭和30年1月1日 緒方町                 | 緒方町                            | 緒方町                            | 平成17年3月31日 豊後大野市  | 豊後大野市 |
| 寺山村                 |                      | 寺原村                | 寺原村                 | 小富士村                   | 小富士村                    | 小富士村                      | 小富士村                            | 小富士村                   | 小富士村                         | 昭和30年1月1日 緒方町                 | 緒方町                            | 緒方町                            | 平成17年3月31日 豊後大野市  | 豊後大野市 |
| 枝石村                 |                      | 寺原村                | 寺原村                 | 小富士村                   | 小富士村                    | 小富士村                      | 小富士村                            | 小富士村                   | 小富士村                         | 昭和30年1月1日 緒方町                 | 緒方町                            | 緒方町                            | 平成17年3月31日 豊後大野市  | 豊後大野市 |
| 中尾村                 |                      | 寺原村                | 寺原村                 | 小富士村                   | 小富士村                    | 小富士村                      | 小富士村                            | 小富士村                   | 小富士村                         | 昭和30年1月1日 緒方町                 | 緒方町                            | 緒方町                            | 平成17年3月31日 豊後大野市  | 豊後大野市 |
| 知原村                 |                      | 寺原村                | 寺原村                 | 小富士村                   | 小富士村                    | 小富士村                      | 小富士村                            | 小富士村                   | 小富士村                         | 昭和30年1月1日 緒方町                 | 緒方町                            | 緒方町                            | 平成17年3月31日 豊後大野市  | 豊後大野市 |
| 辻村                   | 辻村                 | 辻村                  | 辻村                   | 小富士村                   | 小富士村                    | 小富士村                      | 小富士村                            | 小富士村                   | 小富士村                         | 昭和30年1月1日 緒方町                 | 緒方町                            | 緒方町                            | 平成17年3月31日 豊後大野市  | 豊後大野市 |
| 年野村                 |                      | 辻村                  | 辻村                   | 小富士村                   | 小富士村                    | 小富士村                      | 小富士村                            | 小富士村                   | 小富士村                         | 昭和30年1月1日 緒方町                 | 緒方町                            | 緒方町                            | 平成17年3月31日 豊後大野市  | 豊後大野市 |
| 片ヶ瀬村               | 片ヶ瀬村             | 片ヶ瀬村              | 片ヶ瀬村               | 小富士村                   | 小富士村                    | 小富士村                      | 小富士村                            | 小富士村                   | 小富士村                         | 昭和30年1月1日 緒方町                 | 昭和30年7月1日 竹田市に編入       | 昭和30年7月1日 竹田市に編入       | 平成17年3月31日 竹田市      | 竹田市     |
| 上片ヶ瀬村             |                      | 片ヶ瀬村              | 片ヶ瀬村               | 小富士村                   | 小富士村                    | 小富士村                      | 小富士村                            | 小富士村                   | 小富士村                         | 昭和30年1月1日 緒方町                 | 昭和30年7月1日 竹田市に編入       | 昭和30年7月1日 竹田市に編入       | 平成17年3月31日 竹田市      | 竹田市     |
| 堤村                   | 堤村                 | 神堤村                | 神堤村                 | 西大野村                   | 西大野村                    | 西大野村                      | 西大野村                            | 西大野村                   | 昭和29年12月20日 朝地村          | 昭和30年1月1日 町制 朝地町            | 昭和31年2月1日 直入郡直入町に編入 | 昭和31年2月1日 直入郡直入町に編入 | 平成17年3月31日 竹田市      | 竹田市     |
| 神鉢村                 |                      | 神堤村                | 神堤村                 | 西大野村                   | 西大野村                    | 西大野村                      | 西大野村                            | 西大野村                   | 昭和29年12月20日 朝地村          | 昭和30年1月1日 町制 朝地町            | 昭和31年2月1日 直入郡直入町に編入 | 昭和31年2月1日 直入郡直入町に編入 | 平成17年3月31日 竹田市      | 竹田市     |
| 栗栖村                 | 栗栖村               | 栗林村                | 栗林村                 | 西大野村                   | 西大野村                    | 西大野村                      | 西大野村                            | 西大野村                   | 昭和29年12月20日 朝地村          | 昭和30年1月1日 町制 朝地町            | 朝地町                            | 朝地町                            | 平成17年3月31日 豊後大野市  | 豊後大野市 |
| 臼木村                 |                      | 栗林村                | 栗林村                 | 西大野村                   | 西大野村                    | 西大野村                      | 西大野村                            | 西大野村                   | 昭和29年12月20日 朝地村          | 昭和30年1月1日 町制 朝地町            | 朝地町                            | 朝地町                            | 平成17年3月31日 豊後大野市  | 豊後大野市 |
| 中熊村                 |                      | 栗林村                | 栗林村                 | 西大野村                   | 西大野村                    | 西大野村                      | 西大野村                            | 西大野村                   | 昭和29年12月20日 朝地村          | 昭和30年1月1日 町制 朝地町            | 朝地町                            | 朝地町                            | 平成17年3月31日 豊後大野市  | 豊後大野市 |
| 綿田村                 | 綿田村               | 綿田村                | 綿田村                 | 西大野村                   | 西大野村                    | 西大野村                      | 西大野村                            | 西大野村                   | 昭和29年12月20日 朝地村          | 昭和30年1月1日 町制 朝地町            | 朝地町                            | 朝地町                            | 平成17年3月31日 豊後大野市  | 豊後大野市 |
| 徳野原村               |                      | 綿田村                | 綿田村                 | 西大野村                   | 西大野村                    | 西大野村                      | 西大野村                            | 西大野村                   | 昭和29年12月20日 朝地村          | 昭和30年1月1日 町制 朝地町            | 朝地町                            | 朝地町                            | 平成17年3月31日 豊後大野市  | 豊後大野市 |
| 北平村                 |                      | 綿田村                | 綿田村                 | 西大野村                   | 西大野村                    | 西大野村                      | 西大野村                            | 西大野村                   | 昭和29年12月20日 朝地村          | 昭和30年1月1日 町制 朝地町            | 朝地町                            | 朝地町                            | 平成17年3月31日 豊後大野市  | 豊後大野市 |
| 鳥屋村                 | 鳥屋村               | 鳥田村                | 鳥田村                 | 西大野村                   | 西大野村                    | 西大野村                      | 西大野村                            | 西大野村                   | 昭和29年12月20日 朝地村          | 昭和30年1月1日 町制 朝地町            | 朝地町                            | 朝地町                            | 平成17年3月31日 豊後大野市  | 豊後大野市 |
| 田夫時村               |                      | 鳥田村                | 鳥田村                 | 西大野村                   | 西大野村                    | 西大野村                      | 西大野村                            | 西大野村                   | 昭和29年12月20日 朝地村          | 昭和30年1月1日 町制 朝地町            | 朝地町                            | 朝地町                            | 平成17年3月31日 豊後大野市  | 豊後大野市 |
| 梨原村                 | 梨原村               | 梨小村                | 梨小村                 | 西大野村                   | 西大野村                    | 西大野村                      | 西大野村                            | 西大野村                   | 昭和29年12月20日 朝地村          | 昭和30年1月1日 町制 朝地町            | 朝地町                            | 朝地町                            | 平成17年3月31日 豊後大野市  | 豊後大野市 |
| 小川野村               |                      | 梨小村                | 梨小村                 | 西大野村                   | 西大野村                    | 西大野村                      | 西大野村                            | 西大野村                   | 昭和29年12月20日 朝地村          | 昭和30年1月1日 町制 朝地町            | 朝地町                            | 朝地町                            | 平成17年3月31日 豊後大野市  | 豊後大野市 |
| 志屋村                 |                      | 梨小村                | 梨小村                 | 西大野村                   | 西大野村                    | 西大野村                      | 西大野村                            | 西大野村                   | 昭和29年12月20日 朝地村          | 昭和30年1月1日 町制 朝地町            | 朝地町                            | 朝地町                            | 平成17年3月31日 豊後大野市  | 豊後大野市 |
| 板井迫村               | 板井迫村             | 板井迫村              | 板井迫村               | 上井田村                   | 上井田村                    | 上井田村                      | 上井田村                            | 上井田村                   | 昭和29年12月20日 朝地村          | 昭和30年1月1日 町制 朝地町            | 朝地町                            | 朝地町                            | 平成17年3月31日 豊後大野市  | 豊後大野市 |
| 朝倉村                 | 朝倉村               | 朝地村                | 朝地村                 | 上井田村                   | 上井田村                    | 上井田村                      | 上井田村                            | 上井田村                   | 昭和29年12月20日 朝地村          | 昭和30年1月1日 町制 朝地町            | 朝地町                            | 朝地町                            | 平成17年3月31日 豊後大野市  | 豊後大野市 |
| 下朝倉村               |                      | 朝地村                | 朝地村                 | 上井田村                   | 上井田村                    | 上井田村                      | 上井田村                            | 上井田村                   | 昭和29年12月20日 朝地村          | 昭和30年1月1日 町制 朝地町            | 朝地町                            | 朝地町                            | 平成17年3月31日 豊後大野市  | 豊後大野市 |
| 近地村                 |                      | 朝地村                | 朝地村                 | 上井田村                   | 上井田村                    | 上井田村                      | 上井田村                            | 上井田村                   | 昭和29年12月20日 朝地村          | 昭和30年1月1日 町制 朝地町            | 朝地町                            | 朝地町                            | 平成17年3月31日 豊後大野市  | 豊後大野市 |
| 北泉村                 | 北泉村               | 坪泉村                | 坪泉村                 | 上井田村                   | 上井田村                    | 上井田村                      | 上井田村                            | 上井田村                   | 昭和29年12月20日 朝地村          | 昭和30年1月1日 町制 朝地町            | 朝地町                            | 朝地町                            | 平成17年3月31日 豊後大野市  | 豊後大野市 |
| 坪井村                 |                      | 坪泉村                | 坪泉村                 | 上井田村                   | 上井田村                    | 上井田村                      | 上井田村                            | 上井田村                   | 昭和29年12月20日 朝地村          | 昭和30年1月1日 町制 朝地町            | 朝地町                            | 朝地町                            | 平成17年3月31日 豊後大野市  | 豊後大野市 |
| 池在村                 | 池在村               | 池田村                | 池田村                 | 上井田村                   | 上井田村                    | 上井田村                      | 上井田村                            | 上井田村                   | 昭和29年12月20日 朝地村          | 昭和30年1月1日 町制 朝地町            | 朝地町                            | 朝地町                            | 平成17年3月31日 豊後大野市  | 豊後大野市 |
| 瀬口村                 |                      | 池田村                | 池田村                 | 上井田村                   | 上井田村                    | 上井田村                      | 上井田村                            | 上井田村                   | 昭和29年12月20日 朝地村          | 昭和30年1月1日 町制 朝地町            | 朝地町                            | 朝地町                            | 平成17年3月31日 豊後大野市  | 豊後大野市 |
| 田村                   |                      | 池田村                | 池田村                 | 上井田村                   | 上井田村                    | 上井田村                      | 上井田村                            | 上井田村                   | 昭和29年12月20日 朝地村          | 昭和30年1月1日 町制 朝地町            | 朝地町                            | 朝地町                            | 平成17年3月31日 豊後大野市  | 豊後大野市 |
| 館村                   |                      | 池田村                | 池田村                 | 上井田村                   | 上井田村                    | 上井田村                      | 上井田村                            | 上井田村                   | 昭和29年12月20日 朝地村          | 昭和30年1月1日 町制 朝地町            | 朝地町                            | 朝地町                            | 平成17年3月31日 豊後大野市  | 豊後大野市 |
| 市村                   | 市村                 | 市万田村              | 市万田村               | 上井田村                   | 上井田村                    | 上井田村                      | 上井田村                            | 上井田村                   | 昭和29年12月20日 朝地村          | 昭和30年1月1日 町制 朝地町            | 朝地町                            | 朝地町                            | 平成17年3月31日 豊後大野市  | 豊後大野市 |
| 和田村                 |                      | 市万田村              | 市万田村               | 上井田村                   | 上井田村                    | 上井田村                      | 上井田村                            | 上井田村                   | 昭和29年12月20日 朝地村          | 昭和30年1月1日 町制 朝地町            | 朝地町                            | 朝地町                            | 平成17年3月31日 豊後大野市  | 豊後大野市 |
| 大塚村                 | 大塚村               | 上尾塚村              | 上尾塚村               | 上井田村                   | 上井田村                    | 上井田村                      | 上井田村                            | 上井田村                   | 昭和29年12月20日 朝地村          | 昭和30年1月1日 町制 朝地町            | 朝地町                            | 朝地町                            | 平成17年3月31日 豊後大野市  | 豊後大野市 |
| 上野村                 |                      | 上尾塚村              | 上尾塚村               | 上井田村                   | 上井田村                    | 上井田村                      | 上井田村                            | 上井田村                   | 昭和29年12月20日 朝地村          | 昭和30年1月1日 町制 朝地町            | 朝地町                            | 朝地町                            | 平成17年3月31日 豊後大野市  | 豊後大野市 |
| 田尾村                 |                      | 上尾塚村              | 上尾塚村               | 上井田村                   | 上井田村                    | 上井田村                      | 上井田村                            | 上井田村                   | 昭和29年12月20日 朝地村          | 昭和30年1月1日 町制 朝地町            | 朝地町                            | 朝地町                            | 平成17年3月31日 豊後大野市  | 豊後大野市 |
| 宮迫村（大方郷）       | 宮迫村（大方郷）     | 宮生村                | 宮生村                 | 上井田村                   | 上井田村                    | 上井田村                      | 上井田村                            | 上井田村                   | 昭和29年12月20日 朝地村          | 昭和30年1月1日 町制 朝地町            | 朝地町                            | 朝地町                            | 平成17年3月31日 豊後大野市  | 豊後大野市 |
| 瓜生村                 |                      | 宮生村                | 宮生村                 | 上井田村                   | 上井田村                    | 上井田村                      | 上井田村                            | 上井田村                   | 昭和29年12月20日 朝地村          | 昭和30年1月1日 町制 朝地町            | 朝地町                            | 朝地町                            | 平成17年3月31日 豊後大野市  | 豊後大野市 |
| 平井村                 | 平井村               | 下野村                | 下野村                 | 上井田村                   | 上井田村                    | 上井田村                      | 上井田村                            | 上井田村                   | 昭和29年12月20日 朝地村          | 昭和30年1月1日 町制 朝地町            | 朝地町                            | 朝地町                            | 平成17年3月31日 豊後大野市  | 豊後大野市 |
| 堀家村                 |                      | 下野村                | 下野村                 | 上井田村                   | 上井田村                    | 上井田村                      | 上井田村                            | 上井田村                   | 昭和29年12月20日 朝地村          | 昭和30年1月1日 町制 朝地町            | 朝地町                            | 朝地町                            | 平成17年3月31日 豊後大野市  | 豊後大野市 |
| 樋口村                 |                      | 下野村                | 下野村                 | 上井田村                   | 上井田村                    | 上井田村                      | 上井田村                            | 上井田村                   | 昭和29年12月20日 朝地村          | 昭和30年1月1日 町制 朝地町            | 朝地町                            | 朝地町                            | 平成17年3月31日 豊後大野市  | 豊後大野市 |
| 志賀村                 | 一部                 | 志賀村                | 志賀村                 | 上井田村                   | 上井田村                    | 上井田村                      | 上井田村                            | 上井田村                   | 昭和29年12月20日 朝地村          | 昭和30年1月1日 町制 朝地町            | 朝地町                            | 朝地町                            | 平成17年3月31日 豊後大野市  | 豊後大野市 |
| 志賀村                 | 一部                 | 志賀村                | 志賀村                 | 上井田村                   | 上井田村                    | 上井田村                      | 上井田村                            | 上井田村                   | 昭和29年12月20日 朝地村          | 昭和30年1月1日 町制 朝地町            | 昭和31年2月1日 緒方町に編入       | 緒方町                            | 平成17年3月31日 豊後大野市  | 豊後大野市 |
| 大渡村                 | 大渡村               | 夏足村                | 夏足村                 | 大野村                     | 明治40年6月1日 東大野村     | 昭和3年8月1日 町制改称 大野町 | 大野町                              | 大野町                     | 大野町                           | 大野町                                | 昭和30年6月1日 緒方町に編入       | 緒方町                            | 平成17年3月31日 豊後大野市  | 豊後大野市 |
| 津留村（?）            | 津留村（?）          | 夏足村                | 夏足村                 | 大野村                     | 明治40年6月1日 東大野村     | 昭和3年8月1日 町制改称 大野町 | 大野町                              | 大野町                     | 大野町                           | 大野町                                | 大野町                            | 大野町                            | 平成17年3月31日 豊後大野市  | 豊後大野市 |
| 原村                   |                      | 夏足村                | 夏足村                 | 大野村                     | 明治40年6月1日 東大野村     | 昭和3年8月1日 町制改称 大野町 | 大野町                              | 大野町                     | 大野町                           | 大野町                                | 大野町                            | 大野町                            | 平成17年3月31日 豊後大野市  | 豊後大野市 |
| 中野原村               | 中野原村             | 中原村                | 中原村                 | 大野村                     | 明治40年6月1日 東大野村     | 昭和3年8月1日 町制改称 大野町 | 大野町                              | 大野町                     | 大野町                           | 大野町                                | 大野町                            | 大野町                            | 平成17年3月31日 豊後大野市  | 豊後大野市 |
| 駒方村                 |                      | 中原村                | 中原村                 | 大野村                     | 明治40年6月1日 東大野村     | 昭和3年8月1日 町制改称 大野町 | 大野町                              | 大野町                     | 大野町                           | 大野町                                | 大野町                            | 大野町                            | 平成17年3月31日 豊後大野市  | 豊後大野市 |
| 片島村                 | 片島村               | 片島村                | 片島村                 | 大野村                     | 明治40年6月1日 東大野村     | 昭和3年8月1日 町制改称 大野町 | 大野町                              | 大野町                     | 大野町                           | 大野町                                | 大野町                            | 大野町                            | 平成17年3月31日 豊後大野市  | 豊後大野市 |
| 相ヶ迫村               |                      | 片島村                | 片島村                 | 大野村                     | 明治40年6月1日 東大野村     | 昭和3年8月1日 町制改称 大野町 | 大野町                              | 大野町                     | 大野町                           | 大野町                                | 大野町                            | 大野町                            | 平成17年3月31日 豊後大野市  | 豊後大野市 |
| 井野村                 |                      | 片島村                | 片島村                 | 大野村                     | 明治40年6月1日 東大野村     | 昭和3年8月1日 町制改称 大野町 | 大野町                              | 大野町                     | 大野町                           | 大野町                                | 大野町                            | 大野町                            | 平成17年3月31日 豊後大野市  | 豊後大野市 |
| 田尾村                 |                      | 片島村                | 片島村                 | 大野村                     | 明治40年6月1日 東大野村     | 昭和3年8月1日 町制改称 大野町 | 大野町                              | 大野町                     | 大野町                           | 大野町                                | 大野町                            | 大野町                            | 平成17年3月31日 豊後大野市  | 豊後大野市 |
| 川南村                 | 川南村               | 田代村                | 田代村                 | 大野村                     | 明治40年6月1日 東大野村     | 昭和3年8月1日 町制改称 大野町 | 大野町                              | 大野町                     | 大野町                           | 大野町                                | 大野町                            | 大野町                            | 平成17年3月31日 豊後大野市  | 豊後大野市 |
| 川北村                 |                      | 田代村                | 田代村                 | 大野村                     | 明治40年6月1日 東大野村     | 昭和3年8月1日 町制改称 大野町 | 大野町                              | 大野町                     | 大野町                           | 大野町                                | 大野町                            | 大野町                            | 平成17年3月31日 豊後大野市  | 豊後大野市 |
| 犬山村                 |                      | 田代村                | 田代村                 | 大野村                     | 明治40年6月1日 東大野村     | 昭和3年8月1日 町制改称 大野町 | 大野町                              | 大野町                     | 大野町                           | 大野町                                | 大野町                            | 大野町                            | 平成17年3月31日 豊後大野市  | 豊後大野市 |
| 矢田村                 | 矢田村               | 矢田村                | 矢田村                 | 大野村                     | 明治40年6月1日 東大野村     | 昭和3年8月1日 町制改称 大野町 | 大野町                              | 大野町                     | 大野町                           | 大野町                                | 大野町                            | 大野町                            | 平成17年3月31日 豊後大野市  | 豊後大野市 |
| 岩上村                 |                      | 矢田村                | 矢田村                 | 大野村                     | 明治40年6月1日 東大野村     | 昭和3年8月1日 町制改称 大野町 | 大野町                              | 大野町                     | 大野町                           | 大野町                                | 大野町                            | 大野町                            | 平成17年3月31日 豊後大野市  | 豊後大野市 |
| 中角村                 |                      | 矢田村                | 矢田村                 | 大野村                     | 明治40年6月1日 東大野村     | 昭和3年8月1日 町制改称 大野町 | 大野町                              | 大野町                     | 大野町                           | 大野町                                | 大野町                            | 大野町                            | 平成17年3月31日 豊後大野市  | 豊後大野市 |
| 小倉木村               | 小倉木村             | 小倉木村              | 小倉木村               | 大野村                     | 明治40年6月1日 東大野村     | 昭和3年8月1日 町制改称 大野町 | 大野町                              | 大野町                     | 大野町                           | 大野町                                | 大野町                            | 大野町                            | 平成17年3月31日 豊後大野市  | 豊後大野市 |
| 左淵村                 |                      | 小倉木村              | 小倉木村               | 大野村                     | 明治40年6月1日 東大野村     | 昭和3年8月1日 町制改称 大野町 | 大野町                              | 大野町                     | 大野町                           | 大野町                                | 大野町                            | 大野町                            | 平成17年3月31日 豊後大野市  | 豊後大野市 |
| 徳尾村（大方郷）       |                      | 小倉木村              | 小倉木村               | 大野村                     | 明治40年6月1日 東大野村     | 昭和3年8月1日 町制改称 大野町 | 大野町                              | 大野町                     | 大野町                           | 大野町                                | 大野町                            | 大野町                            | 平成17年3月31日 豊後大野市  | 豊後大野市 |
| 木浦畑村               |                      | 小倉木村              | 小倉木村               | 大野村                     | 明治40年6月1日 東大野村     | 昭和3年8月1日 町制改称 大野町 | 大野町                              | 大野町                     | 大野町                           | 大野町                                | 大野町                            | 大野町                            | 平成17年3月31日 豊後大野市  | 豊後大野市 |
| 郡山村                 | 郡山村               | 郡山村                | 郡山村                 | 大野村                     | 明治40年6月1日 東大野村     | 昭和3年8月1日 町制改称 大野町 | 大野町                              | 大野町                     | 大野町                           | 大野町                                | 大野町                            | 大野町                            | 平成17年3月31日 豊後大野市  | 豊後大野市 |
| 両家村                 | 両家村               | 両家村                | 両家村                 | 大野村                     | 明治40年6月1日 東大野村     | 昭和3年8月1日 町制改称 大野町 | 大野町                              | 大野町                     | 大野町                           | 大野町                                | 大野町                            | 大野町                            | 平成17年3月31日 豊後大野市  | 豊後大野市 |
| 代野原村               | 代野原村             | 屋原村                | 屋原村                 | 養老村                     | 明治40年6月1日 東大野村     | 昭和3年8月1日 町制改称 大野町 | 大野町                              | 大野町                     | 大野町                           | 大野町                                | 大野町                            | 大野町                            | 平成17年3月31日 豊後大野市  | 豊後大野市 |
| 庄屋村                 |                      | 屋原村                | 屋原村                 | 養老村                     | 明治40年6月1日 東大野村     | 昭和3年8月1日 町制改称 大野町 | 大野町                              | 大野町                     | 大野町                           | 大野町                                | 大野町                            | 大野町                            | 平成17年3月31日 豊後大野市  | 豊後大野市 |
| 窪村                   | 窪村                 | 大原村                | 大原村                 | 養老村                     | 明治40年6月1日 東大野村     | 昭和3年8月1日 町制改称 大野町 | 大野町                              | 大野町                     | 大野町                           | 大野町                                | 大野町                            | 大野町                            | 平成17年3月31日 豊後大野市  | 豊後大野市 |
| 小原村（一万田郷）     |                      | 大原村                | 大原村                 | 養老村                     | 明治40年6月1日 東大野村     | 昭和3年8月1日 町制改称 大野町 | 大野町                              | 大野町                     | 大野町                           | 大野町                                | 大野町                            | 大野町                            | 平成17年3月31日 豊後大野市  | 豊後大野市 |
| 大鳥村                 |                      | 大原村                | 大原村                 | 養老村                     | 明治40年6月1日 東大野村     | 昭和3年8月1日 町制改称 大野町 | 大野町                              | 大野町                     | 大野町                           | 大野町                                | 大野町                            | 大野町                            | 平成17年3月31日 豊後大野市  | 豊後大野市 |
| 住吉村                 |                      | 大原村                | 大原村                 | 養老村                     | 明治40年6月1日 東大野村     | 昭和3年8月1日 町制改称 大野町 | 大野町                              | 大野町                     | 大野町                           | 大野町                                | 大野町                            | 大野町                            | 平成17年3月31日 豊後大野市  | 豊後大野市 |
| 岡倉村                 | 岡倉村               | 酒井寺村              | 酒井寺村               | 養老村                     | 明治40年6月1日 東大野村     | 昭和3年8月1日 町制改称 大野町 | 大野町                              | 大野町                     | 大野町                           | 大野町                                | 大野町                            | 大野町                            | 平成17年3月31日 豊後大野市  | 豊後大野市 |
| 平野寺村               |                      | 酒井寺村              | 酒井寺村               | 養老村                     | 明治40年6月1日 東大野村     | 昭和3年8月1日 町制改称 大野町 | 大野町                              | 大野町                     | 大野町                           | 大野町                                | 大野町                            | 大野町                            | 平成17年3月31日 豊後大野市  | 豊後大野市 |
| 門前村                 |                      | 酒井寺村              | 酒井寺村               | 養老村                     | 明治40年6月1日 東大野村     | 昭和3年8月1日 町制改称 大野町 | 大野町                              | 大野町                     | 大野町                           | 大野町                                | 大野町                            | 大野町                            | 平成17年3月31日 豊後大野市  | 豊後大野市 |
| 桑原村                 | 桑原村               | 桑原村                | 桑原村                 | 養老村                     | 明治40年6月1日 東大野村     | 昭和3年8月1日 町制改称 大野町 | 大野町                              | 大野町                     | 大野町                           | 大野町                                | 大野町                            | 大野町                            | 平成17年3月31日 豊後大野市  | 豊後大野市 |
| 北園村                 | 北園村               | 北園村                | 北園村                 | 養老村                     | 明治40年6月1日 東大野村     | 昭和3年8月1日 町制改称 大野町 | 大野町                              | 大野町                     | 大野町                           | 大野町                                | 大野町                            | 大野町                            | 平成17年3月31日 豊後大野市  | 豊後大野市 |
| 向原村                 |                      | 北園村                | 北園村                 | 養老村                     | 明治40年6月1日 東大野村     | 昭和3年8月1日 町制改称 大野町 | 大野町                              | 大野町                     | 大野町                           | 大野町                                | 大野町                            | 大野町                            | 平成17年3月31日 豊後大野市  | 豊後大野市 |
| 古殿村                 |                      | 北園村                | 北園村                 | 養老村                     | 明治40年6月1日 東大野村     | 昭和3年8月1日 町制改称 大野町 | 大野町                              | 大野町                     | 大野町                           | 大野町                                | 大野町                            | 大野町                            | 平成17年3月31日 豊後大野市  | 豊後大野市 |
| 田中町村               | 田中町村             | 田中村                | 田中村                 | 田中村                     | 明治40年6月1日 東大野村     | 昭和3年8月1日 町制改称 大野町 | 大野町                              | 大野町                     | 大野町                           | 大野町                                | 大野町                            | 大野町                            | 平成17年3月31日 豊後大野市  | 豊後大野市 |
| 若宮村                 |                      | 田中村                | 田中村                 | 田中村                     | 明治40年6月1日 東大野村     | 昭和3年8月1日 町制改称 大野町 | 大野町                              | 大野町                     | 大野町                           | 大野町                                | 大野町                            | 大野町                            | 平成17年3月31日 豊後大野市  | 豊後大野市 |
| 藤波村                 |                      | 田中村                | 田中村                 | 田中村                     | 明治40年6月1日 東大野村     | 昭和3年8月1日 町制改称 大野町 | 大野町                              | 大野町                     | 大野町                           | 大野町                                | 大野町                            | 大野町                            | 平成17年3月31日 豊後大野市  | 豊後大野市 |
| 妙勝庵村               |                      | 田中村                | 田中村                 | 田中村                     | 明治40年6月1日 東大野村     | 昭和3年8月1日 町制改称 大野町 | 大野町                              | 大野町                     | 大野町                           | 大野町                                | 大野町                            | 大野町                            | 平成17年3月31日 豊後大野市  | 豊後大野市 |
| 佐代村                 |                      | 田中村                | 田中村                 | 田中村                     | 明治40年6月1日 東大野村     | 昭和3年8月1日 町制改称 大野町 | 大野町                              | 大野町                     | 大野町                           | 大野町                                | 大野町                            | 大野町                            | 平成17年3月31日 豊後大野市  | 豊後大野市 |
| 影木村                 |                      | 田中村                | 田中村                 | 田中村                     | 明治40年6月1日 東大野村     | 昭和3年8月1日 町制改称 大野町 | 大野町                              | 大野町                     | 大野町                           | 大野町                                | 大野町                            | 大野町                            | 平成17年3月31日 豊後大野市  | 豊後大野市 |
| 藤北村                 | 藤北村               | 藤北村                | 藤北村                 | 田中村                     | 明治40年6月1日 東大野村     | 昭和3年8月1日 町制改称 大野町 | 大野町                              | 大野町                     | 大野町                           | 大野町                                | 大野町                            | 大野町                            | 平成17年3月31日 豊後大野市  | 豊後大野市 |
| 木原村                 |                      | 藤北村                | 藤北村                 | 田中村                     | 明治40年6月1日 東大野村     | 昭和3年8月1日 町制改称 大野町 | 大野町                              | 大野町                     | 大野町                           | 大野町                                | 大野町                            | 大野町                            | 平成17年3月31日 豊後大野市  | 豊後大野市 |
| 高野村                 |                      | 藤北村                | 藤北村                 | 田中村                     | 明治40年6月1日 東大野村     | 昭和3年8月1日 町制改称 大野町 | 大野町                              | 大野町                     | 大野町                           | 大野町                                | 大野町                            | 大野町                            | 平成17年3月31日 豊後大野市  | 豊後大野市 |
| 府出村                 |                      | 藤北村                | 藤北村                 | 田中村                     | 明治40年6月1日 東大野村     | 昭和3年8月1日 町制改称 大野町 | 大野町                              | 大野町                     | 大野町                           | 大野町                                | 大野町                            | 大野町                            | 平成17年3月31日 豊後大野市  | 豊後大野市 |
| 丸山村                 |                      | 藤北村                | 藤北村                 | 田中村                     | 明治40年6月1日 東大野村     | 昭和3年8月1日 町制改称 大野町 | 大野町                              | 大野町                     | 大野町                           | 大野町                                | 大野町                            | 大野町                            | 平成17年3月31日 豊後大野市  | 豊後大野市 |
| 宮迫村（藤北郷）       | 宮迫村（藤北郷）     | 宮迫村                | 宮迫村                 | 田中村                     | 明治40年6月1日 東大野村     | 昭和3年8月1日 町制改称 大野町 | 大野町                              | 大野町                     | 大野町                           | 大野町                                | 大野町                            | 大野町                            | 平成17年3月31日 豊後大野市  | 豊後大野市 |
| 犬山村                 |                      | 宮迫村                | 宮迫村                 | 田中村                     | 明治40年6月1日 東大野村     | 昭和3年8月1日 町制改称 大野町 | 大野町                              | 大野町                     | 大野町                           | 大野町                                | 大野町                            | 大野町                            | 平成17年3月31日 豊後大野市  | 豊後大野市 |
| 宮原村                 |                      | 宮迫村                | 宮迫村                 | 田中村                     | 明治40年6月1日 東大野村     | 昭和3年8月1日 町制改称 大野町 | 大野町                              | 大野町                     | 大野町                           | 大野町                                | 大野町                            | 大野町                            | 平成17年3月31日 豊後大野市  | 豊後大野市 |
| 宮本村                 |                      | 宮迫村                | 宮迫村                 | 田中村                     | 明治40年6月1日 東大野村     | 昭和3年8月1日 町制改称 大野町 | 大野町                              | 大野町                     | 大野町                           | 大野町                                | 大野町                            | 大野町                            | 平成17年3月31日 豊後大野市  | 豊後大野市 |
| 杉園村                 | 杉園村               | 杉園村                | 杉園村                 | 中井田村                   | 明治40年6月1日 東大野村     | 昭和3年8月1日 町制改称 大野町 | 大野町                              | 大野町                     | 大野町                           | 大野町                                | 大野町                            | 大野町                            | 平成17年3月31日 豊後大野市  | 豊後大野市 |
| 原村                   |                      | 杉園村                | 杉園村                 | 中井田村                   | 明治40年6月1日 東大野村     | 昭和3年8月1日 町制改称 大野町 | 大野町                              | 大野町                     | 大野町                           | 大野町                                | 大野町                            | 大野町                            | 平成17年3月31日 豊後大野市  | 豊後大野市 |
| 三木村                 |                      | 杉園村                | 杉園村                 | 中井田村                   | 明治40年6月1日 東大野村     | 昭和3年8月1日 町制改称 大野町 | 大野町                              | 大野町                     | 大野町                           | 大野町                                | 大野町                            | 大野町                            | 平成17年3月31日 豊後大野市  | 豊後大野市 |
| 上園村                 |                      | 杉園村                | 杉園村                 | 中井田村                   | 明治40年6月1日 東大野村     | 昭和3年8月1日 町制改称 大野町 | 大野町                              | 大野町                     | 大野町                           | 大野町                                | 大野町                            | 大野町                            | 平成17年3月31日 豊後大野市  | 豊後大野市 |
| 十時村                 | 十時村               | 十時村                | 十時村                 | 中井田村                   | 明治40年6月1日 東大野村     | 昭和3年8月1日 町制改称 大野町 | 大野町                              | 大野町                     | 大野町                           | 大野町                                | 大野町                            | 大野町                            | 平成17年3月31日 豊後大野市  | 豊後大野市 |
| 光昌寺村               |                      | 十時村                | 十時村                 | 中井田村                   | 明治40年6月1日 東大野村     | 昭和3年8月1日 町制改称 大野町 | 大野町                              | 大野町                     | 大野町                           | 大野町                                | 大野町                            | 大野町                            | 平成17年3月31日 豊後大野市  | 豊後大野市 |
| 谷村                   |                      | 十時村                | 十時村                 | 中井田村                   | 明治40年6月1日 東大野村     | 昭和3年8月1日 町制改称 大野町 | 大野町                              | 大野町                     | 大野町                           | 大野町                                | 大野町                            | 大野町                            | 平成17年3月31日 豊後大野市  | 豊後大野市 |
| 折小野村               |                      | 十時村                | 十時村                 | 中井田村                   | 明治40年6月1日 東大野村     | 昭和3年8月1日 町制改称 大野町 | 大野町                              | 大野町                     | 大野町                           | 大野町                                | 大野町                            | 大野町                            | 平成17年3月31日 豊後大野市  | 豊後大野市 |
| 鏡村                   | 鏡村                 | 後田村                | 後田村                 | 中井田村                   | 明治40年6月1日 東大野村     | 昭和3年8月1日 町制改称 大野町 | 大野町                              | 大野町                     | 大野町                           | 大野町                                | 大野町                            | 大野町                            | 平成17年3月31日 豊後大野市  | 豊後大野市 |
| 萩田尾村               |                      | 後田村                | 後田村                 | 中井田村                   | 明治40年6月1日 東大野村     | 昭和3年8月1日 町制改称 大野町 | 大野町                              | 大野町                     | 大野町                           | 大野町                                | 大野町                            | 大野町                            | 平成17年3月31日 豊後大野市  | 豊後大野市 |
| 中道村                 |                      | 後田村                | 後田村                 | 中井田村                   | 明治40年6月1日 東大野村     | 昭和3年8月1日 町制改称 大野町 | 大野町                              | 大野町                     | 大野町                           | 大野町                                | 大野町                            | 大野町                            | 平成17年3月31日 豊後大野市  | 豊後大野市 |
| 萩尾村                 |                      | 後田村                | 後田村                 | 中井田村                   | 明治40年6月1日 東大野村     | 昭和3年8月1日 町制改称 大野町 | 大野町                              | 大野町                     | 大野町                           | 大野町                                | 大野町                            | 大野町                            | 平成17年3月31日 豊後大野市  | 豊後大野市 |
| 岡村                   |                      | 後田村                | 後田村                 | 中井田村                   | 明治40年6月1日 東大野村     | 昭和3年8月1日 町制改称 大野町 | 大野町                              | 大野町                     | 大野町                           | 大野町                                | 大野町                            | 大野町                            | 平成17年3月31日 豊後大野市  | 豊後大野市 |
| 牧原村（井田郷）       |                      | 後田村                | 後田村                 | 中井田村                   | 明治40年6月1日 東大野村     | 昭和3年8月1日 町制改称 大野町 | 大野町                              | 大野町                     | 大野町                           | 大野町                                | 大野町                            | 大野町                            | 平成17年3月31日 豊後大野市  | 豊後大野市 |
| 高無礼村               |                      | 後田村                | 後田村                 | 中井田村                   | 明治40年6月1日 東大野村     | 昭和3年8月1日 町制改称 大野町 | 大野町                              | 大野町                     | 大野町                           | 大野町                                | 大野町                            | 大野町                            | 平成17年3月31日 豊後大野市  | 豊後大野市 |
| 茜村                   |                      | 後田村                | 後田村                 | 中井田村                   | 明治40年6月1日 東大野村     | 昭和3年8月1日 町制改称 大野町 | 大野町                              | 大野町                     | 大野町                           | 大野町                                | 大野町                            | 大野町                            | 平成17年3月31日 豊後大野市  | 豊後大野市 |
| 代三五村               | 代三五村             | 代三五村              | 代三五村               | 中井田村                   | 明治40年6月1日 東大野村     | 昭和3年8月1日 町制改称 大野町 | 大野町                              | 大野町                     | 大野町                           | 大野町                                | 大野町                            | 大野町                            | 平成17年3月31日 豊後大野市  | 豊後大野市 |
| 中土師村               | 中土師村             | 中土師村              | 中土師村               | 土師村                     | 明治40年6月1日 東大野村     | 昭和3年8月1日 町制改称 大野町 | 大野町                              | 大野町                     | 大野町                           | 大野町                                | 大野町                            | 大野町                            | 平成17年3月31日 豊後大野市  | 豊後大野市 |
| 河面村                 |                      | 中土師村              | 中土師村               | 土師村                     | 明治40年6月1日 東大野村     | 昭和3年8月1日 町制改称 大野町 | 大野町                              | 大野町                     | 大野町                           | 大野町                                | 大野町                            | 大野町                            | 平成17年3月31日 豊後大野市  | 豊後大野市 |
| 岩杉村                 |                      | 中土師村              | 中土師村               | 土師村                     | 明治40年6月1日 東大野村     | 昭和3年8月1日 町制改称 大野町 | 大野町                              | 大野町                     | 大野町                           | 大野町                                | 大野町                            | 大野町                            | 平成17年3月31日 豊後大野市  | 豊後大野市 |
| 安藤村                 | 一部                 | 安藤村                | 安藤村                 | 土師村                     | 明治40年6月1日 東大野村     | 昭和3年8月1日 町制改称 大野町 | 大野町                              | 大野町                     | 大野町                           | 大野町                                | 大野町                            | 大野町                            | 平成17年3月31日 豊後大野市  | 豊後大野市 |
| 安藤村                 | 一部                 | 安藤村                | 安藤村                 | 土師村                     | 明治40年6月1日 東大野村     | 昭和3年8月1日 町制改称 大野町 | 大野町                              | 大野町                     | 大野町                           | 大野町                                | 昭和38年3月5日 大分郡大南町に編入 | 昭和38年3月10日 大分市            | 大分市                      | 大分市     |
| 黒岩村                 | 一部                 | 安藤村                | 安藤村                 | 土師村                     | 明治40年6月1日 東大野村     | 昭和3年8月1日 町制改称 大野町 | 大野町                              | 大野町                     | 大野町                           | 大野町                                | 昭和38年3月5日 大分郡大南町に編入 | 昭和38年3月10日 大分市            | 大分市                      | 大分市     |
| 黒岩村                 | 一部                 | 安藤村                | 安藤村                 | 土師村                     | 明治40年6月1日 東大野村     | 昭和3年8月1日 町制改称 大野町 | 大野町                              | 大野町                     | 大野町                           | 大野町                                | 大野町                            | 大野町                            | 平成17年3月31日 豊後大野市  | 豊後大野市 |
| 貫原村                 |                      | 安藤村                | 安藤村                 | 土師村                     | 明治40年6月1日 東大野村     | 昭和3年8月1日 町制改称 大野町 | 大野町                              | 大野町                     | 大野町                           | 大野町                                | 大野町                            | 大野町                            | 平成17年3月31日 豊後大野市  | 豊後大野市 |
| 長尾村                 |                      | 安藤村                | 安藤村                 | 土師村                     | 明治40年6月1日 東大野村     | 昭和3年8月1日 町制改称 大野町 | 大野町                              | 大野町                     | 大野町                           | 大野町                                | 大野町                            | 大野町                            | 平成17年3月31日 豊後大野市  | 豊後大野市 |
| 師田原村               | 師田原村             | 沢田村                | 沢田村                 | 土師村                     | 明治40年6月1日 東大野村     | 昭和3年8月1日 町制改称 大野町 | 大野町                              | 大野町                     | 大野町                           | 大野町                                | 大野町                            | 大野町                            | 平成17年3月31日 豊後大野市  | 豊後大野市 |
| 木浦内村（土師郷）     |                      | 沢田村                | 沢田村                 | 土師村                     | 明治40年6月1日 東大野村     | 昭和3年8月1日 町制改称 大野町 | 大野町                              | 大野町                     | 大野町                           | 大野町                                | 大野町                            | 大野町                            | 平成17年3月31日 豊後大野市  | 豊後大野市 |
| 沢田村                 | 一部                 | 沢田村                | 沢田村                 | 土師村                     | 明治40年6月1日 東大野村     | 昭和3年8月1日 町制改称 大野町 | 大野町                              | 大野町                     | 大野町                           | 大野町                                | 大野町                            | 大野町                            | 平成17年3月31日 豊後大野市  | 豊後大野市 |
| 沢田村                 | 一部                 | 沢田村                | 沢田村                 | 土師村                     | 明治40年6月1日 東大野村     | 昭和3年8月1日 町制改称 大野町 | 昭和22年3月1日 大分郡野津原村に編入 | 大分郡野津原村の一部       | 大分郡野津原村の一部             | 昭和30年3月31日 大分郡 野津原村の一部 | 昭和34年2月1日 町制 野津原町      | 昭和34年2月1日 町制 野津原町      | 平成17年1月1日 大分市に編入 | 大分市     |
| 山峯村                 |                      | 沢田村                | 沢田村                 | 土師村                     | 明治40年6月1日 東大野村     | 昭和3年8月1日 町制改称 大野町 | 昭和22年3月1日 大分郡野津原村に編入 | 大分郡野津原村の一部       | 大分郡野津原村の一部             | 昭和30年3月31日 大分郡 野津原村の一部 | 昭和34年2月1日 町制 野津原町      | 昭和34年2月1日 町制 野津原町      | 平成17年1月1日 大分市に編入 | 大分市     |
| 杵ヶ原村               | 杵ヶ原村             | 荷尾杵村              | 荷尾杵村               | 今市村                     | 今市村                      | 今市村                        | 今市村                              | 今市村                     | 昭和25年1月1日 所属変更 大分郡   | 昭和30年3月31日 大分郡 野津原村の一部 | 昭和34年2月1日 町制 野津原町      | 昭和34年2月1日 町制 野津原町      | 平成17年1月1日 大分市に編入 | 大分市     |
| 尾原村                 |                      | 荷尾杵村              | 荷尾杵村               | 今市村                     | 今市村                      | 今市村                        | 今市村                              | 今市村                     | 昭和25年1月1日 所属変更 大分郡   | 昭和30年3月31日 大分郡 野津原村の一部 | 昭和34年2月1日 町制 野津原町      | 昭和34年2月1日 町制 野津原町      | 平成17年1月1日 大分市に編入 | 大分市     |
| 荷小野村               |                      | 荷尾杵村              | 荷尾杵村               | 今市村                     | 今市村                      | 今市村                        | 今市村                              | 今市村                     | 昭和25年1月1日 所属変更 大分郡   | 昭和30年3月31日 大分郡 野津原村の一部 | 昭和34年2月1日 町制 野津原町      | 昭和34年2月1日 町制 野津原町      | 平成17年1月1日 大分市に編入 | 大分市     |
| 高沢村                 | 高沢村               | 高原村                | 高原村                 | 今市村                     | 今市村                      | 今市村                        | 今市村                              | 今市村                     | 昭和25年1月1日 所属変更 大分郡   | 昭和30年3月31日 大分郡 野津原村の一部 | 昭和34年2月1日 町制 野津原町      | 昭和34年2月1日 町制 野津原町      | 平成17年1月1日 大分市に編入 | 大分市     |
| 小原村（藤北郷）       |                      | 高原村                | 高原村                 | 今市村                     | 今市村                      | 今市村                        | 今市村                              | 今市村                     | 昭和25年1月1日 所属変更 大分郡   | 昭和30年3月31日 大分郡 野津原村の一部 | 昭和34年2月1日 町制 野津原町      | 昭和34年2月1日 町制 野津原町      | 平成17年1月1日 大分市に編入 | 大分市     |
| 直入郡今市村           | 直入郡今市村         | 直入郡今市村          | 直入郡今市村           | 今市村                     | 今市村                      | 今市村                        | 今市村                              | 今市村                     | 昭和25年1月1日 所属変更 大分郡   | 昭和30年3月31日 大分郡 野津原村の一部 | 昭和34年2月1日 町制 野津原町      | 昭和34年2月1日 町制 野津原町      | 平成17年1月1日 大分市に編入 | 大分市     |
| 直入郡山中村（朽網郷） |                      | 直入郡今市村          | 直入郡今市村           | 今市村                     | 今市村                      | 今市村                        | 今市村                              | 今市村                     | 昭和25年1月1日 所属変更 大分郡   | 昭和30年3月31日 大分郡 野津原村の一部 | 昭和34年2月1日 町制 野津原町      | 昭和34年2月1日 町制 野津原町      | 平成17年1月1日 大分市に編入 | 大分市     |
| 直入郡石合村           |                      | 直入郡今市村          | 直入郡今市村           | 今市村                     | 今市村                      | 今市村                        | 今市村                              | 今市村                     | 昭和25年1月1日 所属変更 大分郡   | 昭和30年3月31日 大分郡 野津原村の一部 | 昭和34年2月1日 町制 野津原町      | 昭和34年2月1日 町制 野津原町      | 平成17年1月1日 大分市に編入 | 大分市     |
| 直入郡練ヶ迫村         |                      | 直入郡今市村          | 直入郡今市村           | 今市村                     | 今市村                      | 今市村                        | 今市村                              | 今市村                     | 昭和25年1月1日 所属変更 大分郡   | 昭和30年3月31日 大分郡 野津原村の一部 | 昭和34年2月1日 町制 野津原町      | 昭和34年2月1日 町制 野津原町      | 平成17年1月1日 大分市に編入 | 大分市     |
| 野津市村               | 野津市村             | 野津市村              | 明治20年 野津市村      | 野津市村                   | 野津市村                    | 野津市村                      | 昭和24年4月1日 町制 野津市町        | 昭和24年7月1日 改称 野津町 | 昭和26年4月1日 野津町            | 昭和30年3月28日 野津町                | 野津町                            | 野津町                            | 平成17年1月1日 臼杵市の一部 | 臼杵市     |
| 野口村                 | 野口村               | 野口村                | 明治20年 野津市村      | 野津市村                   | 野津市村                    | 野津市村                      | 昭和24年4月1日 町制 野津市町        | 昭和24年7月1日 改称 野津町 | 昭和26年4月1日 野津町            | 昭和30年3月28日 野津町                | 野津町                            | 野津町                            | 平成17年1月1日 臼杵市の一部 | 臼杵市     |
| 板屋村（野津院）       |                      | 野口村                | 明治20年 野津市村      | 野津市村                   | 野津市村                    | 野津市村                      | 昭和24年4月1日 町制 野津市町        | 昭和24年7月1日 改称 野津町 | 昭和26年4月1日 野津町            | 昭和30年3月28日 野津町                | 野津町                            | 野津町                            | 平成17年1月1日 臼杵市の一部 | 臼杵市     |
| 竹下村                 |                      | 野口村                | 明治20年 野津市村      | 野津市村                   | 野津市村                    | 野津市村                      | 昭和24年4月1日 町制 野津市町        | 昭和24年7月1日 改称 野津町 | 昭和26年4月1日 野津町            | 昭和30年3月28日 野津町                | 野津町                            | 野津町                            | 平成17年1月1日 臼杵市の一部 | 臼杵市     |
| 小切畑村               | 小切畑村             | 都原村                | 都原村                 | 野津市村                   | 野津市村                    | 野津市村                      | 昭和24年4月1日 町制 野津市町        | 昭和24年7月1日 改称 野津町 | 昭和26年4月1日 野津町            | 昭和30年3月28日 野津町                | 野津町                            | 野津町                            | 平成17年1月1日 臼杵市の一部 | 臼杵市     |
| 生野原村               |                      | 都原村                | 都原村                 | 野津市村                   | 野津市村                    | 野津市村                      | 昭和24年4月1日 町制 野津市町        | 昭和24年7月1日 改称 野津町 | 昭和26年4月1日 野津町            | 昭和30年3月28日 野津町                | 野津町                            | 野津町                            | 平成17年1月1日 臼杵市の一部 | 臼杵市     |
| 菅無田村               |                      | 都原村                | 都原村                 | 野津市村                   | 野津市村                    | 野津市村                      | 昭和24年4月1日 町制 野津市町        | 昭和24年7月1日 改称 野津町 | 昭和26年4月1日 野津町            | 昭和30年3月28日 野津町                | 野津町                            | 野津町                            | 平成17年1月1日 臼杵市の一部 | 臼杵市     |
| 寺田村                 |                      | 都原村                | 都原村                 | 野津市村                   | 野津市村                    | 野津市村                      | 昭和24年4月1日 町制 野津市町        | 昭和24年7月1日 改称 野津町 | 昭和26年4月1日 野津町            | 昭和30年3月28日 野津町                | 野津町                            | 野津町                            | 平成17年1月1日 臼杵市の一部 | 臼杵市     |
| 池原村                 |                      | 都原村                | 都原村                 | 野津市村                   | 野津市村                    | 野津市村                      | 昭和24年4月1日 町制 野津市町        | 昭和24年7月1日 改称 野津町 | 昭和26年4月1日 野津町            | 昭和30年3月28日 野津町                | 野津町                            | 野津町                            | 平成17年1月1日 臼杵市の一部 | 臼杵市     |
| 筒井村                 |                      | 都原村                | 都原村                 | 野津市村                   | 野津市村                    | 野津市村                      | 昭和24年4月1日 町制 野津市町        | 昭和24年7月1日 改称 野津町 | 昭和26年4月1日 野津町            | 昭和30年3月28日 野津町                | 野津町                            | 野津町                            | 平成17年1月1日 臼杵市の一部 | 臼杵市     |
| 赤迫村                 |                      | 都原村                | 都原村                 | 野津市村                   | 野津市村                    | 野津市村                      | 昭和24年4月1日 町制 野津市町        | 昭和24年7月1日 改称 野津町 | 昭和26年4月1日 野津町            | 昭和30年3月28日 野津町                | 野津町                            | 野津町                            | 平成17年1月1日 臼杵市の一部 | 臼杵市     |
| 若山村                 | 若山村               | 老松村                | 老松村                 | 野津市村                   | 野津市村                    | 野津市村                      | 昭和24年4月1日 町制 野津市町        | 昭和24年7月1日 改称 野津町 | 昭和26年4月1日 野津町            | 昭和30年3月28日 野津町                | 野津町                            | 野津町                            | 平成17年1月1日 臼杵市の一部 | 臼杵市     |
| 花原村                 |                      | 老松村                | 老松村                 | 野津市村                   | 野津市村                    | 野津市村                      | 昭和24年4月1日 町制 野津市町        | 昭和24年7月1日 改称 野津町 | 昭和26年4月1日 野津町            | 昭和30年3月28日 野津町                | 野津町                            | 野津町                            | 平成17年1月1日 臼杵市の一部 | 臼杵市     |
| 桐木村                 |                      | 老松村                | 老松村                 | 野津市村                   | 野津市村                    | 野津市村                      | 昭和24年4月1日 町制 野津市町        | 昭和24年7月1日 改称 野津町 | 昭和26年4月1日 野津町            | 昭和30年3月28日 野津町                | 野津町                            | 野津町                            | 平成17年1月1日 臼杵市の一部 | 臼杵市     |
| 芝尾村                 |                      | 老松村                | 老松村                 | 野津市村                   | 野津市村                    | 野津市村                      | 昭和24年4月1日 町制 野津市町        | 昭和24年7月1日 改称 野津町 | 昭和26年4月1日 野津町            | 昭和30年3月28日 野津町                | 野津町                            | 野津町                            | 平成17年1月1日 臼杵市の一部 | 臼杵市     |
| 持田村                 |                      | 老松村                | 老松村                 | 野津市村                   | 野津市村                    | 野津市村                      | 昭和24年4月1日 町制 野津市町        | 昭和24年7月1日 改称 野津町 | 昭和26年4月1日 野津町            | 昭和30年3月28日 野津町                | 野津町                            | 野津町                            | 平成17年1月1日 臼杵市の一部 | 臼杵市     |
| 荒瀬村                 | 荒瀬村               | 原村                  | 原村                   | 野津市村                   | 野津市村                    | 野津市村                      | 昭和24年4月1日 町制 野津市町        | 昭和24年7月1日 改称 野津町 | 昭和26年4月1日 野津町            | 昭和30年3月28日 野津町                | 野津町                            | 野津町                            | 平成17年1月1日 臼杵市の一部 | 臼杵市     |
| 下藤村                 |                      | 原村                  | 原村                   | 野津市村                   | 野津市村                    | 野津市村                      | 昭和24年4月1日 町制 野津市町        | 昭和24年7月1日 改称 野津町 | 昭和26年4月1日 野津町            | 昭和30年3月28日 野津町                | 野津町                            | 野津町                            | 平成17年1月1日 臼杵市の一部 | 臼杵市     |
| 広原村                 |                      | 原村                  | 原村                   | 野津市村                   | 野津市村                    | 野津市村                      | 昭和24年4月1日 町制 野津市町        | 昭和24年7月1日 改称 野津町 | 昭和26年4月1日 野津町            | 昭和30年3月28日 野津町                | 野津町                            | 野津町                            | 平成17年1月1日 臼杵市の一部 | 臼杵市     |
| 中山村（野津院）       | 中山村（野津院）     | 宮原村                | 宮原村                 | 野津市村                   | 野津市村                    | 野津市村                      | 昭和24年4月1日 町制 野津市町        | 昭和24年7月1日 改称 野津町 | 昭和26年4月1日 野津町            | 昭和30年3月28日 野津町                | 野津町                            | 野津町                            | 平成17年1月1日 臼杵市の一部 | 臼杵市     |
| 迫村                   |                      | 宮原村                | 宮原村                 | 野津市村                   | 野津市村                    | 野津市村                      | 昭和24年4月1日 町制 野津市町        | 昭和24年7月1日 改称 野津町 | 昭和26年4月1日 野津町            | 昭和30年3月28日 野津町                | 野津町                            | 野津町                            | 平成17年1月1日 臼杵市の一部 | 臼杵市     |
| 寺小路村               |                      | 宮原村                | 宮原村                 | 野津市村                   | 野津市村                    | 野津市村                      | 昭和24年4月1日 町制 野津市町        | 昭和24年7月1日 改称 野津町 | 昭和26年4月1日 野津町            | 昭和30年3月28日 野津町                | 野津町                            | 野津町                            | 平成17年1月1日 臼杵市の一部 | 臼杵市     |
| 日当村                 |                      | 宮原村                | 宮原村                 | 野津市村                   | 野津市村                    | 野津市村                      | 昭和24年4月1日 町制 野津市町        | 昭和24年7月1日 改称 野津町 | 昭和26年4月1日 野津町            | 昭和30年3月28日 野津町                | 野津町                            | 野津町                            | 平成17年1月1日 臼杵市の一部 | 臼杵市     |
| 熊迫村                 | 熊迫村               | 亀甲村                | 亀甲村                 | 田野村                     | 田野村                      | 田野村                        | 田野村                              | 田野村                     | 昭和26年4月1日 野津町            | 昭和30年3月28日 野津町                | 野津町                            | 野津町                            | 平成17年1月1日 臼杵市の一部 | 臼杵市     |
| 才原村                 |                      | 亀甲村                | 亀甲村                 | 田野村                     | 田野村                      | 田野村                        | 田野村                              | 田野村                     | 昭和26年4月1日 野津町            | 昭和30年3月28日 野津町                | 野津町                            | 野津町                            | 平成17年1月1日 臼杵市の一部 | 臼杵市     |
| 松尾村（野津院）       |                      | 亀甲村                | 亀甲村                 | 田野村                     | 田野村                      | 田野村                        | 田野村                              | 田野村                     | 昭和26年4月1日 野津町            | 昭和30年3月28日 野津町                | 野津町                            | 野津町                            | 平成17年1月1日 臼杵市の一部 | 臼杵市     |
| 塚田村                 |                      | 亀甲村                | 亀甲村                 | 田野村                     | 田野村                      | 田野村                        | 田野村                              | 田野村                     | 昭和26年4月1日 野津町            | 昭和30年3月28日 野津町                | 野津町                            | 野津町                            | 平成17年1月1日 臼杵市の一部 | 臼杵市     |
| 塩柏村                 | 塩柏村               | 八里合村              | 八里合村               | 田野村                     | 田野村                      | 田野村                        | 田野村                              | 田野村                     | 昭和26年4月1日 野津町            | 昭和30年3月28日 野津町                | 野津町                            | 野津町                            | 平成17年1月1日 臼杵市の一部 | 臼杵市     |
| 名塚村                 |                      | 八里合村              | 八里合村               | 田野村                     | 田野村                      | 田野村                        | 田野村                              | 田野村                     | 昭和26年4月1日 野津町            | 昭和30年3月28日 野津町                | 野津町                            | 野津町                            | 平成17年1月1日 臼杵市の一部 | 臼杵市     |
| 田良原村（野津院）     |                      | 八里合村              | 八里合村               | 田野村                     | 田野村                      | 田野村                        | 田野村                              | 田野村                     | 昭和26年4月1日 野津町            | 昭和30年3月28日 野津町                | 野津町                            | 野津町                            | 平成17年1月1日 臼杵市の一部 | 臼杵市     |
| 小屋川村               |                      | 八里合村              | 八里合村               | 田野村                     | 田野村                      | 田野村                        | 田野村                              | 田野村                     | 昭和26年4月1日 野津町            | 昭和30年3月28日 野津町                | 野津町                            | 野津町                            | 平成17年1月1日 臼杵市の一部 | 臼杵市     |
| 城崎村                 |                      | 八里合村              | 八里合村               | 田野村                     | 田野村                      | 田野村                        | 田野村                              | 田野村                     | 昭和26年4月1日 野津町            | 昭和30年3月28日 野津町                | 野津町                            | 野津町                            | 平成17年1月1日 臼杵市の一部 | 臼杵市     |
| 田平村                 |                      | 八里合村              | 八里合村               | 田野村                     | 田野村                      | 田野村                        | 田野村                              | 田野村                     | 昭和26年4月1日 野津町            | 昭和30年3月28日 野津町                | 野津町                            | 野津町                            | 平成17年1月1日 臼杵市の一部 | 臼杵市     |
| 備後尾村               |                      | 八里合村              | 八里合村               | 田野村                     | 田野村                      | 田野村                        | 田野村                              | 田野村                     | 昭和26年4月1日 野津町            | 昭和30年3月28日 野津町                | 野津町                            | 野津町                            | 平成17年1月1日 臼杵市の一部 | 臼杵市     |
| 蔵園村                 |                      | 八里合村              | 八里合村               | 田野村                     | 田野村                      | 田野村                        | 田野村                              | 田野村                     | 昭和26年4月1日 野津町            | 昭和30年3月28日 野津町                | 野津町                            | 野津町                            | 平成17年1月1日 臼杵市の一部 | 臼杵市     |
| 福青田村               | 福青田村             | 福良木村              | 福良木村               | 田野村                     | 田野村                      | 田野村                        | 田野村                              | 田野村                     | 昭和26年4月1日 野津町            | 昭和30年3月28日 野津町                | 野津町                            | 野津町                            | 平成17年1月1日 臼杵市の一部 | 臼杵市     |
| 田良木村               |                      | 福良木村              | 福良木村               | 田野村                     | 田野村                      | 田野村                        | 田野村                              | 田野村                     | 昭和26年4月1日 野津町            | 昭和30年3月28日 野津町                | 野津町                            | 野津町                            | 平成17年1月1日 臼杵市の一部 | 臼杵市     |
| 笠良木村               |                      | 福良木村              | 福良木村               | 田野村                     | 田野村                      | 田野村                        | 田野村                              | 田野村                     | 昭和26年4月1日 野津町            | 昭和30年3月28日 野津町                | 野津町                            | 野津町                            | 平成17年1月1日 臼杵市の一部 | 臼杵市     |
| 大内村                 | 大内村               | 王子村                | 王子村                 | 田野村                     | 田野村                      | 田野村                        | 田野村                              | 田野村                     | 昭和26年4月1日 野津町            | 昭和30年3月28日 野津町                | 野津町                            | 野津町                            | 平成17年1月1日 臼杵市の一部 | 臼杵市     |
| 岩瀬村                 |                      | 王子村                | 王子村                 | 田野村                     | 田野村                      | 田野村                        | 田野村                              | 田野村                     | 昭和26年4月1日 野津町            | 昭和30年3月28日 野津町                | 野津町                            | 野津町                            | 平成17年1月1日 臼杵市の一部 | 臼杵市     |
| 水地村                 |                      | 王子村                | 王子村                 | 田野村                     | 田野村                      | 田野村                        | 田野村                              | 田野村                     | 昭和26年4月1日 野津町            | 昭和30年3月28日 野津町                | 野津町                            | 野津町                            | 平成17年1月1日 臼杵市の一部 | 臼杵市     |
| 溜水村                 |                      | 王子村                | 王子村                 | 田野村                     | 田野村                      | 田野村                        | 田野村                              | 田野村                     | 昭和26年4月1日 野津町            | 昭和30年3月28日 野津町                | 野津町                            | 野津町                            | 平成17年1月1日 臼杵市の一部 | 臼杵市     |
| 田中村（野津院）       | 田中村（野津院）     | 山頭村                | 山頭村                 | 田野村                     | 田野村                      | 田野村                        | 田野村                              | 田野村                     | 昭和26年4月1日 野津町            | 昭和30年3月28日 野津町                | 野津町                            | 野津町                            | 平成17年1月1日 臼杵市の一部 | 臼杵市     |
| 竹部村                 |                      | 山頭村                | 山頭村                 | 田野村                     | 田野村                      | 田野村                        | 田野村                              | 田野村                     | 昭和26年4月1日 野津町            | 昭和30年3月28日 野津町                | 野津町                            | 野津町                            | 平成17年1月1日 臼杵市の一部 | 臼杵市     |
| 持丸村                 |                      | 山頭村                | 山頭村                 | 田野村                     | 田野村                      | 田野村                        | 田野村                              | 田野村                     | 昭和26年4月1日 野津町            | 昭和30年3月28日 野津町                | 野津町                            | 野津町                            | 平成17年1月1日 臼杵市の一部 | 臼杵市     |
| 八熊村                 |                      | 山頭村                | 山頭村                 | 田野村                     | 田野村                      | 田野村                        | 田野村                              | 田野村                     | 昭和26年4月1日 野津町            | 昭和30年3月28日 野津町                | 野津町                            | 野津町                            | 平成17年1月1日 臼杵市の一部 | 臼杵市     |
| 尾原村                 | 尾原村               | 西畑村                | 西畑村                 | 南野津村                   | 南野津村                    | 南野津村                      | 南野津村                            | 南野津村                   | 南野津村                         | 昭和30年3月28日 野津町                | 野津町                            | 野津町                            | 平成17年1月1日 臼杵市の一部 | 臼杵市     |
| 風瀬村                 |                      | 西畑村                | 西畑村                 | 南野津村                   | 南野津村                    | 南野津村                      | 南野津村                            | 南野津村                   | 南野津村                         | 昭和30年3月28日 野津町                | 野津町                            | 野津町                            | 平成17年1月1日 臼杵市の一部 | 臼杵市     |
| 谷平村                 |                      | 西畑村                | 西畑村                 | 南野津村                   | 南野津村                    | 南野津村                      | 南野津村                            | 南野津村                   | 南野津村                         | 昭和30年3月28日 野津町                | 野津町                            | 野津町                            | 平成17年1月1日 臼杵市の一部 | 臼杵市     |
| 栃原村                 |                      | 西畑村                | 西畑村                 | 南野津村                   | 南野津村                    | 南野津村                      | 南野津村                            | 南野津村                   | 南野津村                         | 昭和30年3月28日 野津町                | 野津町                            | 野津町                            | 平成17年1月1日 臼杵市の一部 | 臼杵市     |
| 東光寺村               |                      | 西畑村                | 西畑村                 | 南野津村                   | 南野津村                    | 南野津村                      | 南野津村                            | 南野津村                   | 南野津村                         | 昭和30年3月28日 野津町                | 野津町                            | 野津町                            | 平成17年1月1日 臼杵市の一部 | 臼杵市     |
| 鞁石村                 |                      | 西畑村                | 西畑村                 | 南野津村                   | 南野津村                    | 南野津村                      | 南野津村                            | 南野津村                   | 南野津村                         | 昭和30年3月28日 野津町                | 野津町                            | 野津町                            | 平成17年1月1日 臼杵市の一部 | 臼杵市     |
| 石上村                 |                      | 西畑村                | 西畑村                 | 南野津村                   | 南野津村                    | 南野津村                      | 南野津村                            | 南野津村                   | 南野津村                         | 昭和30年3月28日 野津町                | 野津町                            | 野津町                            | 平成17年1月1日 臼杵市の一部 | 臼杵市     |
| 竹脇村                 |                      | 西畑村                | 西畑村                 | 南野津村                   | 南野津村                    | 南野津村                      | 南野津村                            | 南野津村                   | 南野津村                         | 昭和30年3月28日 野津町                | 野津町                            | 野津町                            | 平成17年1月1日 臼杵市の一部 | 臼杵市     |
| 徳瀬村                 |                      | 西畑村                | 西畑村                 | 南野津村                   | 南野津村                    | 南野津村                      | 南野津村                            | 南野津村                   | 南野津村                         | 昭和30年3月28日 野津町                | 野津町                            | 野津町                            | 平成17年1月1日 臼杵市の一部 | 臼杵市     |
| 田中村（三重郷）       |                      | 西畑村                | 西畑村                 | 南野津村                   | 南野津村                    | 南野津村                      | 南野津村                            | 南野津村                   | 南野津村                         | 昭和30年3月28日 野津町                | 野津町                            | 野津町                            | 平成17年1月1日 臼杵市の一部 | 臼杵市     |
| 入北村                 | 入北村               | 西畑村                | 西畑村                 | 南野津村                   | 南野津村                    | 南野津村                      | 南野津村                            | 南野津村                   | 南野津村                         | 昭和30年3月28日 野津町                | 昭和31年10月1日 三重町に編入      | 昭和31年10月1日 三重町に編入      | 平成17年3月31日 豊後大野市  | 豊後大野市 |
| 赤嶺村                 | 赤嶺村               | 秋山村                | 秋山村                 | 南野津村                   | 南野津村                    | 南野津村                      | 南野津村                            | 南野津村                   | 南野津村                         | 昭和30年3月28日 野津町                | 昭和31年10月1日 三重町に編入      | 昭和31年10月1日 三重町に編入      | 平成17年3月31日 豊後大野市  | 豊後大野市 |
| 天手村                 | 天手村               | 秋山村                | 秋山村                 | 南野津村                   | 南野津村                    | 南野津村                      | 南野津村                            | 南野津村                   | 南野津村                         | 昭和30年3月28日 野津町                | 野津町                            | 野津町                            | 平成17年1月1日 臼杵市の一部 | 臼杵市     |
| 長小野村               |                      | 秋山村                | 秋山村                 | 南野津村                   | 南野津村                    | 南野津村                      | 南野津村                            | 南野津村                   | 南野津村                         | 昭和30年3月28日 野津町                | 野津町                            | 野津町                            | 平成17年1月1日 臼杵市の一部 | 臼杵市     |
| 山口村                 | 山口村               | 東谷村                | 東谷村                 | 南野津村                   | 南野津村                    | 南野津村                      | 南野津村                            | 南野津村                   | 南野津村                         | 昭和30年3月28日 野津町                | 野津町                            | 野津町                            | 平成17年1月1日 臼杵市の一部 | 臼杵市     |
| 大内河内村             |                      | 東谷村                | 東谷村                 | 南野津村                   | 南野津村                    | 南野津村                      | 南野津村                            | 南野津村                   | 南野津村                         | 昭和30年3月28日 野津町                | 野津町                            | 野津町                            | 平成17年1月1日 臼杵市の一部 | 臼杵市     |
| 折立村                 |                      | 東谷村                | 東谷村                 | 南野津村                   | 南野津村                    | 南野津村                      | 南野津村                            | 南野津村                   | 南野津村                         | 昭和30年3月28日 野津町                | 野津町                            | 野津町                            | 平成17年1月1日 臼杵市の一部 | 臼杵市     |
| 津留村（三重郷）       |                      | 東谷村                | 東谷村                 | 南野津村                   | 南野津村                    | 南野津村                      | 南野津村                            | 南野津村                   | 南野津村                         | 昭和30年3月28日 野津町                | 野津町                            | 野津町                            | 平成17年1月1日 臼杵市の一部 | 臼杵市     |
| 奥畑村（三重郷）       |                      | 東谷村                | 東谷村                 | 南野津村                   | 南野津村                    | 南野津村                      | 南野津村                            | 南野津村                   | 南野津村                         | 昭和30年3月28日 野津町                | 野津町                            | 野津町                            | 平成17年1月1日 臼杵市の一部 | 臼杵市     |
| 椎原村                 |                      | 東谷村                | 東谷村                 | 南野津村                   | 南野津村                    | 南野津村                      | 南野津村                            | 南野津村                   | 南野津村                         | 昭和30年3月28日 野津町                | 野津町                            | 野津町                            | 平成17年1月1日 臼杵市の一部 | 臼杵市     |
| 細枝村                 |                      | 東谷村                | 東谷村                 | 南野津村                   | 南野津村                    | 南野津村                      | 南野津村                            | 南野津村                   | 南野津村                         | 昭和30年3月28日 野津町                | 野津町                            | 野津町                            | 平成17年1月1日 臼杵市の一部 | 臼杵市     |
| 白岩村                 |                      | 東谷村                | 東谷村                 | 南野津村                   | 南野津村                    | 南野津村                      | 南野津村                            | 南野津村                   | 南野津村                         | 昭和30年3月28日 野津町                | 野津町                            | 野津町                            | 平成17年1月1日 臼杵市の一部 | 臼杵市     |
| 出羽村                 |                      | 東谷村                | 東谷村                 | 南野津村                   | 南野津村                    | 南野津村                      | 南野津村                            | 南野津村                   | 南野津村                         | 昭和30年3月28日 野津町                | 野津町                            | 野津町                            | 平成17年1月1日 臼杵市の一部 | 臼杵市     |
| 川平村                 | 川平村               | 吉田村                | 吉田村                 | 南野津村                   | 南野津村                    | 南野津村                      | 南野津村                            | 南野津村                   | 南野津村                         | 昭和30年3月28日 野津町                | 野津町                            | 野津町                            | 平成17年1月1日 臼杵市の一部 | 臼杵市     |
| 吉岡村                 |                      | 吉田村                | 吉田村                 | 南野津村                   | 南野津村                    | 南野津村                      | 南野津村                            | 南野津村                   | 南野津村                         | 昭和30年3月28日 野津町                | 野津町                            | 野津町                            | 平成17年1月1日 臼杵市の一部 | 臼杵市     |
| 篠枝村                 |                      | 吉田村                | 吉田村                 | 南野津村                   | 南野津村                    | 南野津村                      | 南野津村                            | 南野津村                   | 南野津村                         | 昭和30年3月28日 野津町                | 野津町                            | 野津町                            | 平成17年1月1日 臼杵市の一部 | 臼杵市     |
| 一ツ木村               |                      | 吉田村                | 吉田村                 | 南野津村                   | 南野津村                    | 南野津村                      | 南野津村                            | 南野津村                   | 南野津村                         | 昭和30年3月28日 野津町                | 野津町                            | 野津町                            | 平成17年1月1日 臼杵市の一部 | 臼杵市     |
| 前河内村               | 前河内村             | 前河内村              | 前河内村               | 南野津村                   | 南野津村                    | 南野津村                      | 南野津村                            | 南野津村                   | 南野津村                         | 昭和30年3月28日 野津町                | 野津町                            | 野津町                            | 平成17年1月1日 臼杵市の一部 | 臼杵市     |
| 清水原村               | 清水原村             | 清水原村              | 清水原村               | 川登村                     | 川登村                      | 川登村                        | 川登村                              | 川登村                     | 川登村                           | 昭和30年3月28日 野津町                | 野津町                            | 野津町                            | 平成17年1月1日 臼杵市の一部 | 臼杵市     |
| 今俵村                 |                      | 清水原村              | 清水原村               | 川登村                     | 川登村                      | 川登村                        | 川登村                              | 川登村                     | 川登村                           | 昭和30年3月28日 野津町                | 野津町                            | 野津町                            | 平成17年1月1日 臼杵市の一部 | 臼杵市     |
| 岩屋村                 | 岩屋村               | 岩屋村                | 岩屋村                 | 川登村                     | 川登村                      | 川登村                        | 川登村                              | 川登村                     | 川登村                           | 昭和30年3月28日 野津町                | 野津町                            | 野津町                            | 平成17年1月1日 臼杵市の一部 | 臼杵市     |
| 中野村（野津院）       |                      | 岩屋村                | 岩屋村                 | 川登村                     | 川登村                      | 川登村                        | 川登村                              | 川登村                     | 川登村                           | 昭和30年3月28日 野津町                | 野津町                            | 野津町                            | 平成17年1月1日 臼杵市の一部 | 臼杵市     |
| 豊蔵村                 |                      | 岩屋村                | 岩屋村                 | 川登村                     | 川登村                      | 川登村                        | 川登村                              | 川登村                     | 川登村                           | 昭和30年3月28日 野津町                | 野津町                            | 野津町                            | 平成17年1月1日 臼杵市の一部 | 臼杵市     |
| 西神野村               | 西神野村             | 西神野村              | 西神野村               | 川登村                     | 川登村                      | 川登村                        | 川登村                              | 川登村                     | 川登村                           | 昭和30年3月28日 野津町                | 野津町                            | 野津町                            | 平成17年1月1日 臼杵市の一部 | 臼杵市     |
| 白岩村                 | 白岩村               | 白岩村                | 白岩村                 | 川登村                     | 川登村                      | 川登村                        | 川登村                              | 川登村                     | 川登村                           | 昭和30年3月28日 野津町                | 野津町                            | 野津町                            | 平成17年1月1日 臼杵市の一部 | 臼杵市     |
| 垣河内村               | 垣河内村             | 垣河内村              | 垣河内村               | 川登村                     | 川登村                      | 川登村                        | 川登村                              | 川登村                     | 川登村                           | 昭和30年3月28日 野津町                | 野津町                            | 野津町                            | 平成17年1月1日 臼杵市の一部 | 臼杵市     |
| 遠久原村               |                      | 垣河内村              | 垣河内村               | 川登村                     | 川登村                      | 川登村                        | 川登村                              | 川登村                     | 川登村                           | 昭和30年3月28日 野津町                | 野津町                            | 野津町                            | 平成17年1月1日 臼杵市の一部 | 臼杵市     |
| 落谷村                 | 落谷村               | 落谷村                | 落谷村                 | 川登村                     | 川登村                      | 川登村                        | 川登村                              | 川登村                     | 川登村                           | 昭和30年3月28日 野津町                | 野津町                            | 野津町                            | 平成17年1月1日 臼杵市の一部 | 臼杵市     |
| 黒土村                 |                      | 落谷村                | 落谷村                 | 川登村                     | 川登村                      | 川登村                        | 川登村                              | 川登村                     | 川登村                           | 昭和30年3月28日 野津町                | 野津町                            | 野津町                            | 平成17年1月1日 臼杵市の一部 | 臼杵市     |
| 蕨野村                 |                      | 落谷村                | 落谷村                 | 川登村                     | 川登村                      | 川登村                        | 川登村                              | 川登村                     | 川登村                           | 昭和30年3月28日 野津町                | 野津町                            | 野津町                            | 平成17年1月1日 臼杵市の一部 | 臼杵市     |
| 泊村                   | 泊村                 | 泊村                  | 泊村                   | 川登村                     | 川登村                      | 川登村                        | 川登村                              | 川登村                     | 川登村                           | 昭和30年3月28日 野津町                | 野津町                            | 野津町                            | 平成17年1月1日 臼杵市の一部 | 臼杵市     |
| 岩崎村                 |                      | 泊村                  | 泊村                   | 川登村                     | 川登村                      | 川登村                        | 川登村                              | 川登村                     | 川登村                           | 昭和30年3月28日 野津町                | 野津町                            | 野津町                            | 平成17年1月1日 臼杵市の一部 | 臼杵市     |
| 田代村（野津院）       |                      | 泊村                  | 泊村                   | 川登村                     | 川登村                      | 川登村                        | 川登村                              | 川登村                     | 川登村                           | 昭和30年3月28日 野津町                | 野津町                            | 野津町                            | 平成17年1月1日 臼杵市の一部 | 臼杵市     |
| 内平村                 |                      | 泊村                  | 泊村                   | 川登村                     | 川登村                      | 川登村                        | 川登村                              | 川登村                     | 川登村                           | 昭和30年3月28日 野津町                | 野津町                            | 野津町                            | 平成17年1月1日 臼杵市の一部 | 臼杵市     |
| 重岡村                 | 重岡村               | 重岡村                | 重岡村                 | 重岡村                     | 重岡村                      | 重岡村                        | 重岡村                              | 重岡村                     | 昭和25年1月1日 所属変更 南海部郡 | 昭和30年3月31日 南海部郡 宇目村       | 昭和36年11月3日 町制 宇目町       | 昭和36年11月3日 町制 宇目町       | 平成17年3月3日 佐伯市の一部 | 佐伯市     |
| 市園村                 |                      | 重岡村                | 重岡村                 | 重岡村                     | 重岡村                      | 重岡村                        | 重岡村                              | 重岡村                     | 昭和25年1月1日 所属変更 南海部郡 | 昭和30年3月31日 南海部郡 宇目村       | 昭和36年11月3日 町制 宇目町       | 昭和36年11月3日 町制 宇目町       | 平成17年3月3日 佐伯市の一部 | 佐伯市     |
| 宮野村                 |                      | 重岡村                | 重岡村                 | 重岡村                     | 重岡村                      | 重岡村                        | 重岡村                              | 重岡村                     | 昭和25年1月1日 所属変更 南海部郡 | 昭和30年3月31日 南海部郡 宇目村       | 昭和36年11月3日 町制 宇目町       | 昭和36年11月3日 町制 宇目町       | 平成17年3月3日 佐伯市の一部 | 佐伯市     |
| 小野芋瀬村             |                      | 重岡村                | 重岡村                 | 重岡村                     | 重岡村                      | 重岡村                        | 重岡村                              | 重岡村                     | 昭和25年1月1日 所属変更 南海部郡 | 昭和30年3月31日 南海部郡 宇目村       | 昭和36年11月3日 町制 宇目町       | 昭和36年11月3日 町制 宇目町       | 平成17年3月3日 佐伯市の一部 | 佐伯市     |
| 蔵小野村               |                      | 重岡村                | 重岡村                 | 重岡村                     | 重岡村                      | 重岡村                        | 重岡村                              | 重岡村                     | 昭和25年1月1日 所属変更 南海部郡 | 昭和30年3月31日 南海部郡 宇目村       | 昭和36年11月3日 町制 宇目町       | 昭和36年11月3日 町制 宇目町       | 平成17年3月3日 佐伯市の一部 | 佐伯市     |
| 田野村                 |                      | 重岡村                | 重岡村                 | 重岡村                     | 重岡村                      | 重岡村                        | 重岡村                              | 重岡村                     | 昭和25年1月1日 所属変更 南海部郡 | 昭和30年3月31日 南海部郡 宇目村       | 昭和36年11月3日 町制 宇目町       | 昭和36年11月3日 町制 宇目町       | 平成17年3月3日 佐伯市の一部 | 佐伯市     |
| 鹿乗村                 |                      | 重岡村                | 重岡村                 | 重岡村                     | 重岡村                      | 重岡村                        | 重岡村                              | 重岡村                     | 昭和25年1月1日 所属変更 南海部郡 | 昭和30年3月31日 南海部郡 宇目村       | 昭和36年11月3日 町制 宇目町       | 昭和36年11月3日 町制 宇目町       | 平成17年3月3日 佐伯市の一部 | 佐伯市     |
| 塩見園村               | 塩見園村             | 塩見園村              | 塩見園村               | 重岡村                     | 重岡村                      | 重岡村                        | 重岡村                              | 重岡村                     | 昭和25年1月1日 所属変更 南海部郡 | 昭和30年3月31日 南海部郡 宇目村       | 昭和36年11月3日 町制 宇目町       | 昭和36年11月3日 町制 宇目町       | 平成17年3月3日 佐伯市の一部 | 佐伯市     |
| 内田村（宇目郷）       |                      | 塩見園村              | 塩見園村               | 重岡村                     | 重岡村                      | 重岡村                        | 重岡村                              | 重岡村                     | 昭和25年1月1日 所属変更 南海部郡 | 昭和30年3月31日 南海部郡 宇目村       | 昭和36年11月3日 町制 宇目町       | 昭和36年11月3日 町制 宇目町       | 平成17年3月3日 佐伯市の一部 | 佐伯市     |
| 川又村                 |                      | 塩見園村              | 塩見園村               | 重岡村                     | 重岡村                      | 重岡村                        | 重岡村                              | 重岡村                     | 昭和25年1月1日 所属変更 南海部郡 | 昭和30年3月31日 南海部郡 宇目村       | 昭和36年11月3日 町制 宇目町       | 昭和36年11月3日 町制 宇目町       | 平成17年3月3日 佐伯市の一部 | 佐伯市     |
| 花木村                 |                      | 塩見園村              | 塩見園村               | 重岡村                     | 重岡村                      | 重岡村                        | 重岡村                              | 重岡村                     | 昭和25年1月1日 所属変更 南海部郡 | 昭和30年3月31日 南海部郡 宇目村       | 昭和36年11月3日 町制 宇目町       | 昭和36年11月3日 町制 宇目町       | 平成17年3月3日 佐伯市の一部 | 佐伯市     |
| 上爪村                 |                      | 塩見園村              | 塩見園村               | 重岡村                     | 重岡村                      | 重岡村                        | 重岡村                              | 重岡村                     | 昭和25年1月1日 所属変更 南海部郡 | 昭和30年3月31日 南海部郡 宇目村       | 昭和36年11月3日 町制 宇目町       | 昭和36年11月3日 町制 宇目町       | 平成17年3月3日 佐伯市の一部 | 佐伯市     |
| 見明村                 |                      | 塩見園村              | 塩見園村               | 重岡村                     | 重岡村                      | 重岡村                        | 重岡村                              | 重岡村                     | 昭和25年1月1日 所属変更 南海部郡 | 昭和30年3月31日 南海部郡 宇目村       | 昭和36年11月3日 町制 宇目町       | 昭和36年11月3日 町制 宇目町       | 平成17年3月3日 佐伯市の一部 | 佐伯市     |
| 平野村（宇目郷）       | 平野村（宇目郷）     | 大平村                | 大平村                 | 重岡村                     | 重岡村                      | 重岡村                        | 重岡村                              | 重岡村                     | 昭和25年1月1日 所属変更 南海部郡 | 昭和30年3月31日 南海部郡 宇目村       | 昭和36年11月3日 町制 宇目町       | 昭和36年11月3日 町制 宇目町       | 平成17年3月3日 佐伯市の一部 | 佐伯市     |
| 上仲江村               |                      | 大平村                | 大平村                 | 重岡村                     | 重岡村                      | 重岡村                        | 重岡村                              | 重岡村                     | 昭和25年1月1日 所属変更 南海部郡 | 昭和30年3月31日 南海部郡 宇目村       | 昭和36年11月3日 町制 宇目町       | 昭和36年11月3日 町制 宇目町       | 平成17年3月3日 佐伯市の一部 | 佐伯市     |
| 伏部野村               |                      | 大平村                | 大平村                 | 重岡村                     | 重岡村                      | 重岡村                        | 重岡村                              | 重岡村                     | 昭和25年1月1日 所属変更 南海部郡 | 昭和30年3月31日 南海部郡 宇目村       | 昭和36年11月3日 町制 宇目町       | 昭和36年11月3日 町制 宇目町       | 平成17年3月3日 佐伯市の一部 | 佐伯市     |
| 菅村                   |                      | 大平村                | 大平村                 | 重岡村                     | 重岡村                      | 重岡村                        | 重岡村                              | 重岡村                     | 昭和25年1月1日 所属変更 南海部郡 | 昭和30年3月31日 南海部郡 宇目村       | 昭和36年11月3日 町制 宇目町       | 昭和36年11月3日 町制 宇目町       | 平成17年3月3日 佐伯市の一部 | 佐伯市     |
| 長内村                 |                      | 大平村                | 大平村                 | 重岡村                     | 重岡村                      | 重岡村                        | 重岡村                              | 重岡村                     | 昭和25年1月1日 所属変更 南海部郡 | 昭和30年3月31日 南海部郡 宇目村       | 昭和36年11月3日 町制 宇目町       | 昭和36年11月3日 町制 宇目町       | 平成17年3月3日 佐伯市の一部 | 佐伯市     |
| 大原村（宇目郷）       |                      | 大平村                | 大平村                 | 重岡村                     | 重岡村                      | 重岡村                        | 重岡村                              | 重岡村                     | 昭和25年1月1日 所属変更 南海部郡 | 昭和30年3月31日 南海部郡 宇目村       | 昭和36年11月3日 町制 宇目町       | 昭和36年11月3日 町制 宇目町       | 平成17年3月3日 佐伯市の一部 | 佐伯市     |
| 神田村                 | 神田村               | 河内村                | 河内村                 | 重岡村                     | 重岡村                      | 重岡村                        | 重岡村                              | 重岡村                     | 昭和25年1月1日 所属変更 南海部郡 | 昭和30年3月31日 南海部郡 宇目村       | 昭和36年11月3日 町制 宇目町       | 昭和36年11月3日 町制 宇目町       | 平成17年3月3日 佐伯市の一部 | 佐伯市     |
| 上河内村               |                      | 河内村                | 河内村                 | 重岡村                     | 重岡村                      | 重岡村                        | 重岡村                              | 重岡村                     | 昭和25年1月1日 所属変更 南海部郡 | 昭和30年3月31日 南海部郡 宇目村       | 昭和36年11月3日 町制 宇目町       | 昭和36年11月3日 町制 宇目町       | 平成17年3月3日 佐伯市の一部 | 佐伯市     |
| 千束村（宇目郷）       | 千束村（宇目郷）     | 千束村                | 千束村                 | 重岡村                     | 重岡村                      | 重岡村                        | 重岡村                              | 重岡村                     | 昭和25年1月1日 所属変更 南海部郡 | 昭和30年3月31日 南海部郡 宇目村       | 昭和36年11月3日 町制 宇目町       | 昭和36年11月3日 町制 宇目町       | 平成17年3月3日 佐伯市の一部 | 佐伯市     |
| 上河尻村               |                      | 千束村                | 千束村                 | 重岡村                     | 重岡村                      | 重岡村                        | 重岡村                              | 重岡村                     | 昭和25年1月1日 所属変更 南海部郡 | 昭和30年3月31日 南海部郡 宇目村       | 昭和36年11月3日 町制 宇目町       | 昭和36年11月3日 町制 宇目町       | 平成17年3月3日 佐伯市の一部 | 佐伯市     |
| 伏野村（宇目郷）       |                      | 千束村                | 千束村                 | 重岡村                     | 重岡村                      | 重岡村                        | 重岡村                              | 重岡村                     | 昭和25年1月1日 所属変更 南海部郡 | 昭和30年3月31日 南海部郡 宇目村       | 昭和36年11月3日 町制 宇目町       | 昭和36年11月3日 町制 宇目町       | 平成17年3月3日 佐伯市の一部 | 佐伯市     |
| 豊藤村                 |                      | 千束村                | 千束村                 | 重岡村                     | 重岡村                      | 重岡村                        | 重岡村                              | 重岡村                     | 昭和25年1月1日 所属変更 南海部郡 | 昭和30年3月31日 南海部郡 宇目村       | 昭和36年11月3日 町制 宇目町       | 昭和36年11月3日 町制 宇目町       | 平成17年3月3日 佐伯市の一部 | 佐伯市     |
| 柿木村（宇目郷）       |                      | 千束村                | 千束村                 | 重岡村                     | 重岡村                      | 重岡村                        | 重岡村                              | 重岡村                     | 昭和25年1月1日 所属変更 南海部郡 | 昭和30年3月31日 南海部郡 宇目村       | 昭和36年11月3日 町制 宇目町       | 昭和36年11月3日 町制 宇目町       | 平成17年3月3日 佐伯市の一部 | 佐伯市     |
| 酒利村                 |                      | 千束村                | 千束村                 | 重岡村                     | 重岡村                      | 重岡村                        | 重岡村                              | 重岡村                     | 昭和25年1月1日 所属変更 南海部郡 | 昭和30年3月31日 南海部郡 宇目村       | 昭和36年11月3日 町制 宇目町       | 昭和36年11月3日 町制 宇目町       | 平成17年3月3日 佐伯市の一部 | 佐伯市     |
| 小野市村               | 小野市村             | 小野市村              | 小野市村               | 小野市村                   | 小野市村                    | 小野市村                      | 小野市村                            | 小野市村                   | 昭和25年1月1日 所属変更 南海部郡 | 昭和30年3月31日 南海部郡 宇目村       | 昭和36年11月3日 町制 宇目町       | 昭和36年11月3日 町制 宇目町       | 平成17年3月3日 佐伯市の一部 | 佐伯市     |
| 上津小野村             |                      | 小野市村              | 小野市村               | 小野市村                   | 小野市村                    | 小野市村                      | 小野市村                            | 小野市村                   | 昭和25年1月1日 所属変更 南海部郡 | 昭和30年3月31日 南海部郡 宇目村       | 昭和36年11月3日 町制 宇目町       | 昭和36年11月3日 町制 宇目町       | 平成17年3月3日 佐伯市の一部 | 佐伯市     |
| 釘戸村                 |                      | 小野市村              | 小野市村               | 小野市村                   | 小野市村                    | 小野市村                      | 小野市村                            | 小野市村                   | 昭和25年1月1日 所属変更 南海部郡 | 昭和30年3月31日 南海部郡 宇目村       | 昭和36年11月3日 町制 宇目町       | 昭和36年11月3日 町制 宇目町       | 平成17年3月3日 佐伯市の一部 | 佐伯市     |
| 楢野木村               |                      | 小野市村              | 小野市村               | 小野市村                   | 小野市村                    | 小野市村                      | 小野市村                            | 小野市村                   | 昭和25年1月1日 所属変更 南海部郡 | 昭和30年3月31日 南海部郡 宇目村       | 昭和36年11月3日 町制 宇目町       | 昭和36年11月3日 町制 宇目町       | 平成17年3月3日 佐伯市の一部 | 佐伯市     |
| 中津留村（宇目郷）     |                      | 小野市村              | 小野市村               | 小野市村                   | 小野市村                    | 小野市村                      | 小野市村                            | 小野市村                   | 昭和25年1月1日 所属変更 南海部郡 | 昭和30年3月31日 南海部郡 宇目村       | 昭和36年11月3日 町制 宇目町       | 昭和36年11月3日 町制 宇目町       | 平成17年3月3日 佐伯市の一部 | 佐伯市     |
| 古家園村               |                      | 小野市村              | 小野市村               | 小野市村                   | 小野市村                    | 小野市村                      | 小野市村                            | 小野市村                   | 昭和25年1月1日 所属変更 南海部郡 | 昭和30年3月31日 南海部郡 宇目村       | 昭和36年11月3日 町制 宇目町       | 昭和36年11月3日 町制 宇目町       | 平成17年3月3日 佐伯市の一部 | 佐伯市     |
| 田原村                 | 田原村               | 田原村                | 明治12年 改称 南田原村 | 小野市村                   | 小野市村                    | 小野市村                      | 小野市村                            | 小野市村                   | 昭和25年1月1日 所属変更 南海部郡 | 昭和30年3月31日 南海部郡 宇目村       | 昭和36年11月3日 町制 宇目町       | 昭和36年11月3日 町制 宇目町       | 平成17年3月3日 佐伯市の一部 | 佐伯市     |
| 中岳村                 |                      | 田原村                | 明治12年 改称 南田原村 | 小野市村                   | 小野市村                    | 小野市村                      | 小野市村                            | 小野市村                   | 昭和25年1月1日 所属変更 南海部郡 | 昭和30年3月31日 南海部郡 宇目村       | 昭和36年11月3日 町制 宇目町       | 昭和36年11月3日 町制 宇目町       | 平成17年3月3日 佐伯市の一部 | 佐伯市     |
| 柳瀬村                 |                      | 田原村                | 明治12年 改称 南田原村 | 小野市村                   | 小野市村                    | 小野市村                      | 小野市村                            | 小野市村                   | 昭和25年1月1日 所属変更 南海部郡 | 昭和30年3月31日 南海部郡 宇目村       | 昭和36年11月3日 町制 宇目町       | 昭和36年11月3日 町制 宇目町       | 平成17年3月3日 佐伯市の一部 | 佐伯市     |
| 田代村（宇目郷）       |                      | 田原村                | 明治12年 改称 南田原村 | 小野市村                   | 小野市村                    | 小野市村                      | 小野市村                            | 小野市村                   | 昭和25年1月1日 所属変更 南海部郡 | 昭和30年3月31日 南海部郡 宇目村       | 昭和36年11月3日 町制 宇目町       | 昭和36年11月3日 町制 宇目町       | 平成17年3月3日 佐伯市の一部 | 佐伯市     |
| 木浦内村（宇目郷）     | 木浦内村（宇目郷）   | 木浦内村              | 木浦内村               | 小野市村                   | 小野市村                    | 小野市村                      | 小野市村                            | 小野市村                   | 昭和25年1月1日 所属変更 南海部郡 | 昭和30年3月31日 南海部郡 宇目村       | 昭和36年11月3日 町制 宇目町       | 昭和36年11月3日 町制 宇目町       | 平成17年3月3日 佐伯市の一部 | 佐伯市     |
| 西山村                 |                      | 木浦内村              | 木浦内村               | 小野市村                   | 小野市村                    | 小野市村                      | 小野市村                            | 小野市村                   | 昭和25年1月1日 所属変更 南海部郡 | 昭和30年3月31日 南海部郡 宇目村       | 昭和36年11月3日 町制 宇目町       | 昭和36年11月3日 町制 宇目町       | 平成17年3月3日 佐伯市の一部 | 佐伯市     |
| 藤河内村               |                      | 木浦内村              | 木浦内村               | 小野市村                   | 小野市村                    | 小野市村                      | 小野市村                            | 小野市村                   | 昭和25年1月1日 所属変更 南海部郡 | 昭和30年3月31日 南海部郡 宇目村       | 昭和36年11月3日 町制 宇目町       | 昭和36年11月3日 町制 宇目町       | 平成17年3月3日 佐伯市の一部 | 佐伯市     |
| 奥江村                 |                      | 木浦内村              | 木浦内村               | 小野市村                   | 小野市村                    | 小野市村                      | 小野市村                            | 小野市村                   | 昭和25年1月1日 所属変更 南海部郡 | 昭和30年3月31日 南海部郡 宇目村       | 昭和36年11月3日 町制 宇目町       | 昭和36年11月3日 町制 宇目町       | 平成17年3月3日 佐伯市の一部 | 佐伯市     |
| 木浦鉱山               | 木浦鉱山             | 木浦鉱山              | 木浦鉱山               | 小野市村                   | 小野市村                    | 小野市村                      | 小野市村                            | 小野市村                   | 昭和25年1月1日 所属変更 南海部郡 | 昭和30年3月31日 南海部郡 宇目村       | 昭和36年11月3日 町制 宇目町       | 昭和36年11月3日 町制 宇目町       | 平成17年3月3日 佐伯市の一部 | 佐伯市     |

## 行政
- 歴代郡長

| 代 | 氏名 | 就任年月日                | 退任年月日                | 備考                   |
| -- | ---- | ------------------------- | ------------------------- | ---------------------- |
| 1  |      | 明治11年（1878年）11月1日 |                           |                        |
|    |      |                           | 大正15年（1926年）6月30日 | 郡役所廃止により、廃官 |